# Superboy (Kal-El)
Superboy também conhecido como Superboy original, Superboy Pré-Crise ou Superboy da Era de Prata é um personagem fictício criado por Jerry Siegel, Joe Shuster e Don Cameron, apareceu primeiramente em More Fun Comics #101 (1944). Esta versão é o Superman jovem da Era de Prata/Terra 1 Pré-Crise, atuando como super-herói na cidade de Smallville. Inicialmente, as histórias da Superboy não eram consideradas parte do cânone vigente da DC, porém quando Bizarro, cuja primeira aparição foi nas histórias do Superboy, foi introduzido nas histórias do Superman, as histórias do Jovem de Aço foram então integradas ao cânone sendo colocadas como se passando 15 anos antes das histórias de sua contraparte adulta.
Mesmo que não haja uma especificação onde quando as histórias da Era de Prata se iniciam de fato, é considerado que as histórias do Superman e do Superboy publicadas a partir de meados da década de 1950 são parte da Era de Prata. As histórias desse período terminam em 1986 com a Crise nas Infinitas Terras, que reiniciou o Universo DC. O Superman da Era de Prata teve um final para a sua história na história imaginária O que Aconteceu com o Homem de Aço? , mas retorna ao Universo DC brevemente durante a saga Convergência.

## Biografia

### Passado (1961)
O cientista Jor-El descobre que o planeta Krypton será destruído. Após o Conselho de Ciência ignorar os avisos dele e a impedi-lo de alertar o restante da população, Jor-El decide construir um foguete para salvar Kal-El, seu único filho, e enviar para a Terra, cujo Sol amarelo daria a Kal-El poderes extraordinários. Como só havia tempo para construir um foguete, Kal-El foi salvo enquanto que Jor-El e sua esposa Lara morreram em Krypton.
A nave de Kal-El aterrisou na cidade Smallville, sendo descoberta por Jonathan e Martha Kent. O casal idoso de fazendeiros, que tentaram diversas vezes ter filhos, decidiram adotar o menino e chamá-lo de Clark. O casal teve certa dificuldade em criar o pequeno Clark devido aos poderes que o garoto manifestava, mas sempre o auxiliavam a controlar seus poderes. Depois de se tornar adolescente, Clark quis utilizar seus poderes para ajudar pessoas. Com a ajuda de seus pais, desenvolveu a identidade do Superboy, enquanto que como ele próprio ele decidiu se fazer de desengoçado de forma a fazer com que ninguém percebesse que ele e o Superboy eram a mesma pessoa.

### Unindo-se à Legião dos Super-Heróis (1958)

Superboy conhece a Legião dos Super-Heróis.

Clark encontra três jovens que parecem saber sua identidade, até que eles se revelam sendo jovens do futuro do século 30 chamados Cósmico, Satúrnia e Relâmpago e que viajaram no tempo para recrutar o Superboy para o clube deles, e assim ele seria o maior membro do grupo. Superboy fica relutante em ir, até que finalmente aceita e viaja com eles 1000 anos no futuro, se impressionando com o quanto Smallville mudou.
Eles levam Superboy para uma das escolas onde ele realiza uma demonstração de seus poderes para a turma. Após isso, a Legião o leva até o local do seu clube, onde Cósmico explica que cada um deles tem um poder diferente, e que para Superboy se tornar membro ele terá que competir contra três deles e terá que vencer.
Primeiro ele compete contra Satúrnia para ver quem encontra primeiro um artefato arqueológico enterrado nas profundezas. Porém, ao invés de prosseguir, Superboy nota que o professor da escola onde ele estava pedindo socorro devido a uma réplica robótica do Superboy estar desgovernada. O jovem de aço parte para ajudar a deter o robô e consegue, mas Satúrnia vence a primeira rodada da competição. Ele compete depois com Cósmico para ver quem consegue apagar um incêndio florestal mais rápido. Novamente ele se dirige para um salvamente ao impedir que um satélite caia em uma cidade, resultando assim na vitória de Cósmico. A última etapa é contra Relâmpago, e novamente Superboy perde por ter ido realizar o salvamento.
A Legião faz Superboy acreditar que ele não será aceito, porém logo dizem que os impedimentos para a competição foram causados por eles próprios para testá-lo. Sendo assim, Superboy se torna membro honorário da Legião dos Super-Heróis.

### A Ascensão do Maior Inimigo (1960)
Um jovem recém-chegado começa a viver em Smallville. Superboy decide lhe dar as boas-vindas, mas ao pousar, há uma pedra de kryptonita por perto e o enfraquece. O jovem, que estava dirigindo o trator, usa a máquina para pegar a kryptonita e arremessá-la para longe. Superboy o agradece, dizendo que deve sua vida a ele, e então pergunta o nome do rapaz, que responde dizendo que se chama Lex Luthor. Lex decide levar Superboy para o seu laboratório, se revelando como um grande fã de Superboy e que almeja um dia ser o maior cientista do mundo.
Como agradecimento por ter tido sua vida salva por Lex, Superboy constrói um novo laboratório para o garoto. Dias depois, um incêndio ocorre no laboratório de Lex. O rapaz grita por socorro e Superboy usa seu super sopro para apagar o fogo, porém a potência do sopro destroi as amostras de experimentos de Lex, bem como faz com que os elementos químicos caiam em cima dele e o fazem ficar careca. Lex fica furioso, dizendo que Superboy fez isso por sentir inveja dele, mas o Jovem de Aço diz que não tinha intenção de machucá-lo e pede para ajudá-lo. Lex então se desculpa pela reação que teve e revela que estava trabalhando em uma cura para a kryptonita, pedindo a Superboy para que volte no dia seguinte para que eles possam testar a fórmula. No dia seguinte eles testam a fórmula, e o resultado é bem sucedido, mas Lex revela que o efeito era passageiro, e que mentiu para Superboy para se vingar pelo que ele fez.
Nos dias que se sucederam, Lex realizou experimentos que visavam melhorar a vida dos cidadãos de Smallville, no entanto os experimentos se tornaram um fracasso e só não causou algo pior para Smallville, pois Superboy conseguiu impedir que o pior acontecesse. Superboy vai para o laboratório de Lex tentar conversar com ele, mas Lex usa kryptonita para enfraquecê-lo e tentar matá-lo. Enquanto Superboy agoniza de dor, Lex mostra um frasco com o pouco que sobrou da fórmula. Superboy faz Lex derrubar o frasco em seu rosto, conseguindo assim ficar imune à kryptonita, mesmo que por tempo limitado. Lex desafia Superman a prendê-lo, mas Superboy diz que como Lex o salvou antes, então ele não levará Lex para a cadeia. Ele diz ao rapaz que espera que ele use a inteligência dele para ajudar a humanidade, e Lex diz que se tornará mais famoso que o Superboy e que irá destruí-lo.

### O Novo Superboy (1962)
Clark está vendo o mapa agrícola da América do Sul quando recebe um chamado do Chefe de Polícia Parker, para lembrar o Superboy para aparecer no dia seguinte no reformatório para entreter os jovens. Superboy promete que irá aparecer e o faz. Quando está lá ele pergunta aos internos se eles querem que ele faça alguma demonstração dos poderes dele. Por demorarem demais a responder, ele decide usar sua visão de raio-x e descobre que há um buraco que alguém estava cavando na esperança de tentar escapar. Ele tapa o buraco com uma pedra grande e um dos internos pergunta se Superboy pode ensiná-lo a jogar tênis. Superboy o ensina e depois Lex, que tem estado no reformatório há algum tempo, pede para Superboy pegar o conjunto de moedas que ele tem, derretê-las e montar uma moeda gigante. Superboy se surpreende com o pedido de Lex, justificando dizendo que geralmente Lex costuma fazer artimanhas, mas Lex diz que mudou. Superboy então realiza o pedido de Lex.
No dia seguinte, quando Clark e Pete estão saindo da escola, Lana pergunta se eles não irão assistir Superboy inaugurar sua Estátua de Controle de Segurança. Clark responde dizendo que não perderá por nada neste mundo. Dez minutos depois ele, como Superboy, vai para o local da inauguração. Um dos fotógrafos pede para Superboy tirar uma foto com um dos rapazes da cidade e ele escolhe tirar uma foto com Pete. Eles andam pela rua e um carro se desprende de um caminhão. O carra está para cair em cima de Pete, mas Superboy não consegue se mover rapidamente e o carra cai em cima de Pete, no entanto o carro se retorce ao atingir Pete. Um segundo carro cai em cima de Pete novamente e assim como o outro se retorce, enquanto o parachoque deste carro se desprende e atinge o braço de Superboy, machucando-o. Superboy diz que seus poderes se foram e de alguma forma foram transferidos para Pete. Pete pergunta como isso aconteceu e Superboy responde que o fotógrafo deve ser um dos inimigos dele disfarçado e que a arma deve ser alguma máquina que ocasionou isso. Ele pede para Pete verificar com a visão de raio-X, mas Pete não encontra nada que incrimine o fotógrafo. Superboy pergunta se ele tem mais alguns dos poderes dele Pete diz que irá descobrir, saindo de lá voando.
Ele retorna com as roupas queimadas devido à fricção da supervelocidade, dizendo que voou tão rápido que foi parar em Smallville três dias no futuro. Ele sai de lá voando novamente e retorna com um uniforme do Superboy, sugerindo que é melhor que ele assuma as tarefas do Superboy. Mais tarde, após enviar suas duplicatas robóticas para o espaço, Clark recebe Pete em sua casa, pois os dois haviam combinado de se encontrar lá mais cedo e diz a ele e para os Kent o que aconteceu sobre ele repentinamente ter agora os poderes do Superboy.
No dia seguinte, Clark acorda uma hora mais cedo para se arrumar para a escola, pois sem os seus poderes não pode mais se arrumar em questão de segundos. Ao chegar à sala, o professor passa uma prova para a turma fazer e Clark mal consegue se lembrar do que estudou. O técnico de beisebol pergunta para Clark se ele quer jogar e, aproveitando que está sem poderes, Clark aceita jogar uma partida. Pete, como Superboy, aparece para jogar com os alunos do Colégio Smallville, mas mantém distância para que não possam ver o seu rosto. O técnico pede para Superboy jogar uma bola Clark e ele o faz, mas a bola ricocheteia o muro e acerta a nuca de Clark, machucando-o. Após chegar em sua casa e explicar para os seus pais o que aconteceu, ele diz que suspeita que Pete fez isso de propósito. Ele decide enviar uma frequência sônica para as suas duplicatas robóticas, mas quando pousam em Smallville começam a se destruir. Clark observa de longe o que está acontecendo e vê Pete se livrando dos destroços, deduzindo que ele tenha usado a habilidade de super-ventriloquismo para dar o comando para eles lutarem entre si.
De volta à sua casa, Clark toma um soro que ele mesmo fez para o caso de perder os seus poderes, mas não é certeza garantida de que o soro irá restaurar seus poderes. Depois de uma noite de pesadelos ocasionados como efeito colateral do soro, Clark decide usar kryptonita contra Pete, mas Pete arranca a caixa de chumbo que contém a kryptonita das mãos de Superboy e arremessa para longe. Pete chama Superboy de idiota e diz que se ele tivesse usado a kryptonita teria resultado no funeral dele. Ele então explica que quando disse para ele sobre ter viajado três dias no futuro, ele não contou que soube que Superboy seria assassinado por Lex Luthor. Para impedir que isso aconteça, Pete planejou fazer com que a manchete se tornasse realidade, mas com ele morrendo no lugar de Superboy, para que assim Superboy viva. Superboy implora para que Pete não faça isso, mas o rapaz sai voando.
Repentinamente os poderes de Clark voltam, e com sua visão macroscópica ele vê Pete caindo. Após salvá-lo. ele voa para perto da cela de Lex e localiza o disparador de raio que Lex usou para tirar os poderes dele. Ele derrete a arma e sai de lá acompanhado de Pete, que se desculpa por ter destruído os robôs de Superboy, mas que não queria que eles o interferissem no plano dele.

### Superboy: Assassino (1968)
Superboy chega na delegacia carregando o corpo de Lana dizendo que a matou. O Capitão Hall, pasmo com a notícia, pergunta o que Superboy acabou de dizer e ele responde que ele matou Lana, e pede para trazer o legista para confirmar a causa da morte. Após o legista realizar o exame é confirmada a causa da morte: morte instantânea por fratura no pescoço. O delegado diz a Superboy que eles não podem aceitar uma confissão sem que ele tenha um advogado, mas Superboy diz que não quer um advogado, que quer confessar livremene que foi ele quem assassinou Lana, mas que foi um acidente. Ele conta que pouco antes ele estava realizando sua patrulha noturna em Smallville quando viu luzes acesas na sala do diretor do Colégio Smallville e foi para lá, mas ao entrar ele ficou cegado brevemente por uma rajada de luz e sentiu alguém bater nele com uma lanterna. Ao pegar a pessoa ele acidentalmente pegou pelo pescoço e apertou forte, ouvindo um grito feminino. Quando sua visão retornou ele viu Lana caída morta no chão.
O Capitão pergunta o que diabos Lana estaria fazendo lá naquele horário e Superboy deduz que como no dia seguinte os alunos teriam prova, ela estaria procurando pela folha com as respostas corretas da prova, mas ainda assim não faria sentido ela fazer algo desse tipo já que ela era uma ótima aluna. Ele pede o Capitão manter o que Lana fez em segredo, ele diz que Superboy gostaria de manter muitas coisas em segredo, incluindo ter cometido assassinato a sangue frio. Superboy diz que ele nunca faria isso, mas o Capitão diz que duvida disso já que horas antes recebeu uma carta escrita por Lana na qual ela relata que está com medo do Superboy por saber o segredo dele. Ao ver a carta, Superboy confirma que a letra é de Lana, e o Capitão pergunta se ela sabia de fato o segredo dele e pergunta que segredo é este. Superboy responde que tem sim um segredo, mas é um que não pode contar, pois envolve a segurança de outros. Ele pergunta se há outros envolvidos e Superboy responde que não.
Logo o Capitão recebe um chamado do museu avisando que um diamante foi roubado. O Capitão lamenta a situação na qual Superboy se meteu, pois ele seria capaz de deter o ladrão, mas que no momento eles tem que checar a cena do crime. O Capitão contata um fotógrafo chamado Anton Lumar para que vá para o Colégio Smallville fotografar a cena do crime. Quando ele e Superboy chegam lá tudo está arrumado, e o Capitão acusa Superboy de ter mentido e matado Lana em outro lugar. Ele acusa Superboy de homicídio em primeiro grau e o prende. Um dos policiais pergunta como eles irão prender o Superboy, ao que Superboy, acidentalmente entortando as barras da cela, pergunta por que eles teriam que se preocupar com ele. O Capitão ordena para que ele desentorte e o manda ficar na cela, e Superboy diz que só sairá quando esta situação for resolvida.
No dia seguinte tem início o julgamento que está sendo cobrido pela imprensa local. O juiz pergunta como Superboy se considera e ele responde que se considera culpado. O advogado dele intervém dizendo que ele não é culpado e que ele tem direito a um julgamento. O juiz concorda, contanto que seja paga uma fiança de 10.000 dólares para que o julgamento ocorra. Superboy diz que não tem dinheiro para o julgamento, mas Jonathan e Martha Kent aparece dizendo que tem o dinheiro e que podem dar a loja deles como garantia. O juiz diz que apesar do gesto nobre, ele não pode aceitar. Superboy pergunta se pelo menos ele pode ir ao funeral de Lana e o juiz permite. Enquanto aguarda para sair e ir ao funeral, Clark é visitado por sua duplicata robótica que está vestida de Clark Kent e pergunta o que ele precisa, pois Jonathan e Martha o instruíram a ajudar Clark como fosse preciso. Clark diz à sua duplicata que ele não quer que seja feito nada.
Um guarda vem deixando um almoço para ele. Ao pegar o prato, Clark encontra embaixo do prato um papel que na verdade é um bilhete, com o autor contando que sabe que Superboy não matou Lana, mas que nunca irá revelar isso. Superboy chama pelos guardas para entregar o bilhete mas ao mostrá-lo o bilhete se pulveriza em suas mãos. Enquanto os guardas o ignoram, Superboy pede para sua duplicata robótica levar o papel para analisar no laboratório dele. No funeral, Superboy está acompanhado do Capitão Hall e olha o caixão com sua visão de raio-X para ver o corpo de Lana, mas o que vê lá é uma poeira cristalina, igual ao pó da carta. Superboy implora a Hall para que abra o caixão, pois o corpo de Lana não está lá, mas ele o ignora. Sua duplicata robótica lhe avisa que a análise revelou que a poeira era composta de elementos químicos foto-sensitivos. Superboy passa a informação para Hall, dizendo que Lana provavelmente ainda está viva, mas Hall ignora, dizendo que Superboy provavelmente está muito estressado com a situação ou que está tentando arranjar uma forma de alegar insanidade.
No caminho para a delegacia, Hall faz uma parada em frente ao museu onde ocorreu o roubo na noite passada. O curador diz que o ladrão não roubou de fato a pedra, pois ela está ali, mas Superboy avisa que não,já que a pedra se dissolveu em poeira, igual à carta que ele recebeu e igual ao corpo de Lana. Ele pergunta se pode haver uma conexão entre esses eventos, mas Hall diz não saber, e o leva de volta para a cadeia. Enquanto está preso, Clark deduz que o único que talvez poderia ter feito isso, levando em conta o material usado, seria Anton Lumar, o fotógrafo freelancer que afirmou que o local onde Superboy teria matado Lana estava arrumado. Ele usa sua visão de raio-X para localizar o estúdio de Anton e descobre que Lana está lá. Através de sua superaudição, ele descobre que Anton armou tudo, usando uma máquina que ao fotografar uma pessoa ou objeto cria uma cópia tridimensional. Dessa forma ele colocou a cópia de Lana no momento em que Superboy iria capturá-lo. Ele fugiu enquanto Superboy estava em choque por supostamente ter matado Lana e depois limpou o local quando ele chegou acompanhado do Capitão Hall. Ele então planeja jogar Lana em um tanque de ácido.
Superboy quer ir lá salvá-la, mas prometeu que não sairia da cela, e sendo assim ele voa levando a cela literalmente com ele. Ao pousar no estúdio, Superboy diz a Anton que ele está sem saída, pois as duplicatas deixam de existir depois de 24 horas. Anton ativa sua máquina e cria uma duplicata do Garoto Kryptonita para matar Superboy. Enquanto ele é atingido pelas rajadas do Garoto Kryptonita, Superboy olha a pasta de arquivos de Anton com sua visão de raio-X e descobre uma pasta com fotos dele. Ele pede a Lana para que ela encontre a pasta e use a máquina para criar uma duplicata dele próprio. Lana consegue fazê-lo e a duplicata de Superboy consegue derrotar a duplicata do Garoto Kryptonita. Hall chega logo depois acompanhado de outros policiais e diz que analisou o material da joia falsa no museu. Após libertar Superboy e Lana explicar o que houve, Hall pergunta como a duplicata de Superboy derrotou a duplicata do Garoto Kryptonita, e Superboy responde que o material utilizado na criação das duplicatas contém chumbo, que protege Superboy da kryptonita e que Hall saberia se ele tivesse mesmo analisado o material.

### A Estranha Morte do Superboy (1969)
Clark está assistindo o jogo de futebol que está sendo jogado pelo time do Colégio Smallville com Lana. Durante o intervalo, o atacante Bash paquera Lana e a convida para dançar com ele no baile que terá à noite no Colégio Smallville. Lana diz que já prometeu a Clark que iria dançar com ele, mas que poderia mudar de ideia, o que deixa Clark chateado. Após avistar um tornado se aproximando, Clark, como Superboy impede que o tornado se aproxime do estádio e é ovacionado pela multidão, mas fica chateado pois não tem a mesma admiração como Clark Kent. À noite, no baile, Clark e Lana estão dançando e Bash a paquera novamente, fazendo com que Clark se irrite e queira brigar com ele, mas ele desiste dizendo que não vale à pena brigar por causa de uma dança. Ele avista um avião caindo e como Superboy impede faz o veículo pousa em segurança. Clark retorna para o baile e confronta Bash, que está dançando com Lana. Bash o empurra e Clark se irrita e tenta golpeá-lo, e acaba socando a parede. Rapidamente ele conserta a parede sem que ninguém veja e finge que machucou a mão.
Bash desafia Clark para que eles se enfrentem no ginásio depois da aula e ele aceita. De volta à sua casa, Clark conta o que houve para seus pais e Jonathan diz que ele não pode de jeito nenhum brigar com Bash pois poderá matá-lo com a superforça dele. Clark diz que já está cheio, pois não adianta de nada ter estátuas, ser reconhecido mundialmente se ele não pode viver como um jovem normal. Quando ele vai encher um copo com a garrafa de leite, ele acaba quebrando o copo e a garrafa acidentalmente. Jonathan diz novamente que Clark não pode brigar com Bash, mas Clark diz que há uma maneira se ele acabar com os super poderes dele. Clark então usa uma máquina que construiu para se irradiar com kryptonita e assim a sua força diminuir gradualmente. Durante o procedimento, ele usa uma máscara de chumbo para que seus super sentidos fiquem intactos.
No dia seguinte, Clark confronta Bash no ringue do ginásio. Inicialmente levando dois socos, Clark nocauteia Bash. Após a luta Clark realiza o teste para integrar o time de futebol do Colégio Smallville. No teste, ao ultrapassar Bash, ele faz com que Bash bata a cabeça no banco e fique com traumatismo craniano. Vendo a fratura com a sua visão de raio-X ele diz para chamarem uma ambulância. No hospital, Clark escuta a conversa entre os médicos que dizem que não tem a capacidade para realizar a cirurgia, e somente alguém como o Dr. Franz Haller, que é o maior cirurgião cerebral no mundo, poderia fazer. Contudo como ele está em Viena, ele só poderia estar em Smallville em 24 horas, e Bash tem somente mais uma hora de vida no máximo até que uma cirurgia seja realizada. Clark entra na sala dos médicos dizendo que pode resolver a situação se contatar o Superboy para que ele traga. Os médicos aceitam a sugestão e Clark corre para sua casa e tenta obter uma forma de fazer os seus poderes retornarem. Depois de falhar e ficar frustrado, Jonathan pergunta se a kryptonita não teria alguma semelhança com radiação magnética. Clark responde que sim e então elabora um plano arriscado que pode trazer seus poderes de volta.
Clark prepara um coquetel de kryptonita e o toma para que assim a kryptonita que ele tomou cause um efeito que anule a kryptonita que já estava em seu organismo. Após desmaiar com o coquetel, Clark desperta com seus poderes de volta e consegue trazer o Dr. Haller para realizar a cirurgia em Bash. Dias depois, Clark e Lana visitam Bash que está melhor graças à cirurgia. Ele agradece Clark por ter pedido para Superboy trazer o médico e diz que ele é um cara legal. Lana beija o rosto de Bash e diz que foi a coisa mais amável a se dizer depois do que Clark fez com ele. Apesar de ter ficado chateado por Lana ter ficado com Bash, Clark fica feliz por ao menos ter os seus poderes de volta.

### Primeiro Encontro com Bruce Wayne (1972)
Clark trabalha na loja de seus pais quando encontra um jornal de dois meses antes cuja principal manchete é sobre a morte de Thomas e Martha Wayne. Após lê-la, como Superboy, ele vai até a Mansão Wayne visitar o jovem Bruce Wayne, mas vê um ladrão tentando invadir o lugar. Ao entra lá para deter o ladrão, o mesmo fica preso em uma teia elétrica, que era uma armadilha elaborada pelo próprio Bruce. Superboy conversa com ele dizendo que acabou de saber que os pais dele morreram, ao que Bruce pergunta por que ele não esteve lá e Superboy responde que não pode por estar em uma missão fora da Terra. Bruce conta como aconteceu o assassinato e diz a Superboy que ele mesmo irá se vingar do assassino de seus pais.
Superboy leva o ladrão embora, mas quer ajudar Bruce, pois algum tempo antes utilizou sua invenção chamada Projetor Temporal e viu que no futuro, quando ele se tornar Superman, ele irá ao lutar contra o crime ao lado de Bruce que no futuro irá se tornar o Batman, e ele quer garantir que esse futuro aconteça. Ele volta para a Mansão Wayne, onde Bruce está se exercitando. Superboy descobre que Bruce construiu um rádio especial que pega a frequência da polícia, que está transmitindo a ocorrência de um incêndio no Museu de Gotham e de um caminhão desgovernado. Superboy salva primeiro as pessoas dentro do Museu e depois vai salvar o motorista do caminhão, descobrindo através do jornalista Otis Higbee que o provável responsável por ter sabotado os freios do caminhão foi o Assassino do Zodíaco. Superboy encontra Bruce perto do local da cena do crime e descobre que ele está investigando o Assassino do Zodíaco por pensar que foi ele quem matou os Wayne. Superboy diz a Bruce para não fazer nada impróprio e para que deixe o Assassino do Zodíaco para ele, mas Bruce se recusa a ouvi-lo.
No dia seguinte visita novamente Bruce, que está estudando morcegos, e lhe dá uma fantasia que irá garantir a proteção de sua identidade secreta. Superboy o chama de Garoto Morcego, mas Bruce decide se intitular de Executor para que os criminosos o temam e que o crime deles sejam pagos com sangue. Superboy se irrita e discute com ele perguntando se ele nunca desistirá de vingança, ao que Bruce responde que viu os pais dele serem assassinados, e então pergunta a Superboy se ele sabe o que significa ser órfão. Eles então prosseguem com o plano para capturar o Assassino do Zodíaco, com Bruce servindo de isca. Bruce, como Executor, captura quem ele pensa ser Assassino do Zodíaco, mas que na verdade é Otis, que revela que após correr risco de ser demitido esteve plantando provas para conseguir matérias jornalísticas em cima do Assassino do Zodíaco.

### A Morte de Jonathan e Martha Kent (1963)
Em uma viagem ao Caribe, Jonathan e Martha encontram um mapa de um possível tesouro e pedem para Superboy para levá-los ao passado. A busca se revela inútil, e Clark leva seus pais de volta para o presente. Dias depois ele começam a ficar doentes, e quando os médicos vão examiná-los descobrem que eles estão com febre amarela. Superboy procura por uma cura e consegue fazê-la, levando-a para Lana para que ela dê para os pais os Kent. Clark e Lana dão a cura para Jonathan e Martha, porém nada acontece e eles continuam em coma.
Lex, que estava preso, se oferece para ajudar a curar os pais de Clark em troca de obter perdão pelos seus crimes. Clark aceita relutantemente, e Lex inventa uma máquina que, de acordo com ele, dura qualquer doença, mas ao testá-la nada acontece. Lana tenta tranquilizar dizendo que Superboy talvez os ajude a encontrar uma cura. Clark então pensa em colocá-los na Zona Fantasma a fim de que a doença não avance ainda mais, porém no momento em que iria usar a máquina quebra.
Martha morre primeiro. Jonathan consegue acordar, dizendo a Clark que ele fez o melhor por eles e que ele deve usar os poderes dele sempre para fazer o bem. Clark dá um último adeus para Jonathan, que morre logo em seguida.

### Superboy se Torna Superman (1985)
Após a morte de seus pais, Clark, aos 18 anos, se forma no ensino médio e se muda para Metropolis para cursar jornalismo. Ele tem um pesadelo que consiste de seus pais adotivos, pilotando caças russos, explodirem um avião com os colegas de faculdade de Clark dentro, como forma de puni-lo por ele ter falhado em salvá-los. Clark acorda desesperado do pesadelo, acordando seu colega de quarto Tommy. Ele se desculpa por tê-lo acordado e vai assistir televisão. Enquanto assiste, um outro colega de quarto, Ducky, chega e oferece cerveja a Clark, mas ele recusa. Logo em seguida surge a notícia de que Lex Luthor escapou do Reformatório.
Superboy procura por pistas do paradeiro do jovem vilão, mas não encontra nada. No dia seguinte, Clark recebe a visita de um rapaz de Smallville chamado Billy Cramer, que diz ser filho da professora de artes do Colégio Smallville e que a mãe dele indicou a Universidade de Metropolis já que Clark e Lana estavam estudando lá. Clark cumprimenta o rapaz, mas avisa que Lana está estudando em outra faculdade. À noite, Superboy vai verificar uma joalheria que foi roubada na esperança de encontrar qualquer sinal de Lex, porém o dono do estabelecimento diz que o autor do roubo escapou. Superboy ouve um carro em alta velocidade e pensa ser Lex. Mas ao verificar ver que quem está dirgindo é Ducky, que está alcoolizado. Ele impede que Ducky bata o carro e o faz prometer que não irá beber de novo, porém Ducky faz isso oferecendo cerveja para Superboy.
Dias depois, o Inspetor Henderson pede ajuda para Superboy já que o dono do banco estava tendo problemas com o computador do estabelecimento, que estava fazendo este e de outros oito bancos perderem no total 48.000 dólares. Superboy conclui que o único com a capacidade para realizar tal feito só pode ser Lex. Ele procura pelo paradeiro dele e o encontra em um esconderijo. Ele então leva Lex para a cadeia que, como já tem 21 anos de idade, é levado para uma prisão de segurança máxima.
Meses depois é dia dos pais visitarem a Universidade. Enquanto os seus colegas de quarto e Billy reveem seus pais, Clark vai para Smallville visitar o túmulo de seus pais, e viaja no tempo para dois anos antes quando eles estavam vivos, vendo de longe sua versão jovem jantando com seus pais. Ele retorna para o presente e vê que um grave acidente de carro ocorreu. Ao ver o motorista descobre que era Ducky, que estava alcoolizado e bateu com o carro em uma árvore, esmagando suas pernas nas ferragens.
Ducky deixa a faculdade e Billy se torna o novo colega de quarto de Clark, com isso Billy, que antes era um rapaz fechado, se torna o amigo mais próximo de Clark, o que faz com que ele revelar para Billy que é o Superboy, como forma de agradecer pela amizade dele. Clark decide dar para Billy um apito especial, para que caso Billy esteja diante de uma situação ou alguém cuja ajuda do Superboy seja necessária, ele utilize o apito para chamá-lo. Nos dias que se passam, Billy utiliza o apito sempre que vê alguém em perigo para que Superboy ajudar essa pessoa. Durante seus dias na faculdade, Clark conhece Lori Lemaris, uma jovem paralítica que desenvolve uma amizade que logo se torna algo mais. Quando eles combinam de sair, Lori revela que sairá da universidade. Temendo perdê-la, Clark leva Lori para um local perto de um lago e a pede em casamento, e tenta revelar a ela que é o Superboy, mas ela diz que já sabia, porém não revela como e apenas se despede dele.
Billy, vendo que Clark está chateado por causa de Lori tenta conversar com ele, mas Clark se recusa a conversar dizendo que só quer ficar em paz e, de raiva expulsa Billy do quarto. Ele se arruma e vai sair, porém ouve o apito de Billy e vai encontrá-lo. Ele pergunta a Billy o que houve e o rapaz responde que o chamou para tentar conversar com ele a respeito do que está acontecendo, mas Clark se enfurece por ele ter usado o apito para algo que não fosse uma emergência e exige que da próxima vez que ele for usar o apito que seja para uma. Irritado, Clark decide confrontar Lori, e descobre a verdade: ela é uma sereia. Ela lhe conta que é de Atlantis, e que de tempos em tempos, alguém de Atlantis deve vir para a superfície para aprender sobre o mundo da superfície, e desta vez ela foi escolhida. Ela também conta que o povo de Atlantis tem o poder de ler mentes, e que foi por causa disso que ela soube que Clark é o Superboy, e  que também sabe o quanto ele a ama, mas que mesmo que ela o ame demais, eles não podem ficar juntos. Clark compreende e leva de volta para Atlantis, se despedindo dela.
Mais tarde, sozinho no quarto da faculdade, Clark vê uma notícia sobre um tsunami que está prestes a atingir a Ilha de Fandango. Como Superboy ele voa para lá e enquanto tenta deter o tsunami, ele ouve o apito de Billy. Usando sua visão macroscópica, ele vê que Billy está preso em um prédio em chamas, mas ele primeiro tenta deter o tsunami. Ele usa o super sopro, mas só faz a onda aumentar. Ele usa em seguida a visão de calor para evaporar a onda, mas acaba criando um vapor escaldante. Ele então voa para dentro da água e sua sua visão de calor para desprender a ilha do solo, levantando-a de forma a não ser atingida pela onda. Ele coloca a ilha de volta onde estava e voa rapidamente para Metropolis para o prédio onde Billy está. Ele consegue retirar Billy e o leva para os paramédicos. Um dos policiais ali perto explica para Superboy que uma moradora do prédio estava desesperada, pois o bebê dela estava no prédio e que Billy entrou lá, porém o bebê estava com um viizinho. Os paramédicos tentam reanimá-lo, mas Billy permanece sem pulso. Após o enterro do rapaz, Superboy visita o túmulo dele, lamentando por não ter conseguido salvá-lo e jurando que nunca mais será o Superboy.
Clark se isola na Fortaleza da Solidão, porém ele ouve o apito de Billy e vai para o local de onde o som está vindo, descobrindo que quem apertou o apito foi Perry White, que está acompanhado do Inspetor Henderson, que avisam que Lex chamou Superboy para um confronto e que se ele não aparecer dentro de três minutos, Lex irá usar 36 satélites espalhados no espaço para destruir a Terra. Superboy voa e encontra o primeiro satélite, através do qual Lex se comunica com ele. Superboy pergunta por que ele está fazendo isso e Lex responde que quer mostrar ao mundo que pode derrotá-lo em uma luta justa. Ele envia um sinal para que Superboy vá até sua base secreta. Quando ele o encontra, Superboy exige que Lex desative os satélites, mas ele revela que o propósito é dar para poderes equivalentes ao de Superboy. Os dois se enfrentam, e então Superboy tenta desativar o sistema de satélite, mas Lex aproveita a distração do herói e o enforca até matá-lo.
Lex comemora e desativa os satélites, satisfeito por ter finalmente matado Superboy, porém Superboy ressurge revelando que fez seus batimentos cardíacos ficarem reduzidos de forma a dar a impressão de que ele morreu. Lex diz que irá admitir para o mundo todo que perdeu para o Superboy. Superboy diz para não chamá-lo mais de Superboy, mas sim de Superman. Lex se impressiona com a mudança e promete que eles irão se enfrentar, e Superman promete a ele que sempre estará lá para detê-lo. Lex é preso novamente e Superman conversa com Perry, que acabou de ser promovido para Editor do Planeta Diário. Perry agradece a Superman, já que foi graças a reportagem que ele fez sobre a prisão de Lex que conseguiu a promoção. Superman diz que ele que tem que agradecê-lo por ter usado o apito. Antes de Superman partir, Perry recomenda a ele utilizar um disfarce para andar entre as pessoas, para entender a natureza humana. Superman diz que irá pensar e sai voando.
De volta à Universidade de Metropolis, Clark reencontra Ducky que retornou para a faculdade e diz que finalmente aprendeu a lição sobre dirigir alcoolizado, mesmo que tenha sido do jeito difícil. O dia da graduação chega. Antes de ir para a cerimônia, Superman viaja no tempo para rever o dia da formatura do ensino médio. Ele vê o jovem Clark perguntando para Jonathan como havia sido a formatura dele, e Jonathan responde que o pai dele deu a ele um conselho, de que os tempos que virão podem ser bons ou ruins, mas eles são os únicos que nós temos. Ele diz que mesmo que Clark tenha poderes, o mesmo vale para ele, pois ele não pode mudar o passado, mas pode escolher o que irá fazer com o seu futuro. Vendo aquelas palavras, Superman percebe que é hora de parar de ficar preso no passado e finalmente seguir em frente com sua vida.
Dias depois após a formatura, ele procura um emprego no Planeta Diário, indo conversar com Perry White. Perry se impressiona com o currículo dele e o contrata como novo jornalista do Planeta Diário.

### Primeiro Confronto com Brainiac  (1958)

O primeiro confronto entre Superman e Brainiac.

Clark e Lois foram cobrir uma viagem experimental de foguete. Uma outra nave puxa o foguete usando raios magnéticos. Clark, usando sua visão de raio-X, vê que em está causando isso é ser chamado Brainiac. Fingindo estar fugindo em pânico, Clark pega uma roupa protetora e sai do foguete por uma porta especial, despindo-se de suas roupas de civil e ficando somente trajado com seu uniforme de Superman. Ele voa em direção da nave de Braniac, mas não consegue alcançá-la por haver uma barreira invisível, a qual Brainiac chama de Barreira de Ultra Força. Não conseguindo atravessá-la, Superman volta sua atenção para o foguete e o tira da mira dos raios da nave de Brainiac, mas enquanto leva o foguete para a Terra ele descobre que Brainiac está sequestrando as principais cidades da Terra, encolhendo-as.
Com Brainiac saindo de sua nave e pousando na Lua, Superman tenta atacá-lo usando sua visão de calor, mas Brainiac ativa um escudo protetor que faz com que a visão de calor atinja Superman. Superman arremessa as pedras da Lua contra Brainiac, mas nada o atinge. Vendo que nada está resolvendo, Superman diz que desiste de enfrentá-lo e sai de lá. Ao voltar para Terra, vestido agora como Clark Kent, ele vai falar com Lois perguntando a ela o que aconteceu, e ela responde que após Superman tê-los salvado ele fugiu de uma luta. Enquanto conversam, Metropolis é miniaturizada e engarrafada como Clark havia previsto, pois sabendo que não poderia atravessar a barreira de Brainiac, a única forma de conseguir isso seria se fazendo de derrotado e ser encolhido junto com Metrópolis.
Como Superman, Clark sai de Metrópolis e encontra outras cidades engarrafas, incluindo uma cidade kryptoniana. Ao entrar lá, seus poderes começa a se esvair, e ele se encontra com um cientista chamado Kimda, que foi amigo de Jor-El nos tempos de faculdade e diz que a cidade em que Superman está é a cidade de Kandor. Kimda explica que com o tempo que ficou dentro da nave de Brainiac, e usando seu telescópio, ele aprendeu como a nave dele funciona. Juntos, eles conseguem fazer com que as cidades da Terra que Brainiac miniaturizou sejam colocadas de volta. Restando apenas um pouco da energia da máquina de Brainiac, Kimda a usa para restaurar Superman para o seu tamanho natural, enquanto Kandor permanece miniaturizada. Superman então leva a cidade miniaturizada de Kandor para a Fortaleza da Soldião, prometendo um dia encontrar uma forma de fazer a cidade voltar ao seu tamanho normal.

### A Supergirl (1959)

Superman conhece sua prima, a Supergirl.

No Planeta Diário Clark ouve um foguete cair quilômetros fora da cidade. Voando para o local Clark encontra uma jovem vestida com um uniforme semelhante ao dele, que se apresenta como sendo Kara e que diz que também é de Krypton. Clark diz que isso é impossível pois ele foi o único sobrevivente do planeta, e que mesmo que a história dela fosse verídica ela não era nascida quando Krypton explodiu. A jovem explica que uma parte do planeta sobreviveu à explosão por estar presa em um bolha de ar.
No entanto, o local estava aos pouco sendo contaminado pela radiação da kryptonita, e para salvar Kara, o pai dela, Zor-El, criou um foguete que a levasse para um local seguro. Quando os pais dela procuravam por um local seguro, se depararam com a Terra e com Superman. Sendo assim, eles decidiram enviar Kara para a Terra e vesti-la com um uniforme semelhante ao do Superman. Quando eles a enviaram, morreram com os demais pela radiação.
Superman se comove com a história dela e diz que o mesmo aconteceu com ele, pois o pai dele, Jor-El, o enviou para a Terra quando ela era ainda um bebê para salvá-lo da destruição de Krypton. Kara diz que o irmão do pai dela se chamava Jor-El, e então eles deduzem que são primos. Superman a assegura de que ela não ia ficar sozinha e que ele iria cuidar dela como um irmão mais velho. Ela pergunta se ela pode morar com ele e ele diz que não, pois sendo que ele já construiu uma identidade secreta seria difícil explicar como Clark Kent tem uma prima. Ele decide então ajudá-la a construir uma idade secreta e a treiná-la para que ela um dia vire uma combatente do crime. Kara decide utilizar o nome de Linda Lee e Clark a deixa em um orfanato.

### Superman: Rei da Terra (1964)
Clark e Jimmy estão em um país tropical cobrindo uma coroação. Quando veem o rei passando Clark diz para Jimmy que é uma vergonha ver estas pessoas serem forçadas a se curvar para o rei. Jimmy diz que eles deveriam fazer o mesmo quando o rei se aproxima deles, mas Clark diz que como americano ele não tem que se curvar perante a ninguém. Clark é levada pelos guardas para fora da fronteira e vai para a Fortaleza da Solidão, pois o local disparou um sinal de alerta. Ao chegar lá, Clark vê que se trata de uma chuva de krytonita vermelha que está se aproximando da Terra. Como a kryptonita vermelha causa uma mutação sempre que ele fica exposto, Clark decide testar o antídoto que criou para a radiação de kryptonita vermelha. Ao despejar a fórmula em cima de uma pedra de kryptonita vermelha, Clark cheira o vapor que sai da pedra na esperança de que o vapor da pedra misturado com o antídoto o deixará imunizado aos efeitos da kryptonita vermelha, no entanto a pedra faz com que Clark se divida em dois: Clark Kent e Superman. Clark diz que isso é impossível, pois a kryptonita vermelha, que já havia causado esta reação antes, não o afeta duas vezes do mesmo jeito e Superman diz que desta vez será diferente pois ele garantirá que eles permaneçam separados. Clark diz que talvez dessa vez ele tenha os superpoderes e Superman o testa colocando-o para fora da Fortaleza, ficando confortável com a temperatura baixa enquanto Clark quase fica com hipotermia.
Após trazer Clark para dentro da Fortaleza, Superman desliga a energia da cidade engarrafada de Kandor e destrói as duplicatas robóticas do Superman. Clark pega o projetor da Zona Fantasma para enviar Superman para lá, mas Superman o agarra e quebra o projetor, dizendo que deveria matá-lo por isso, mas que não o fará pois teme que se matar Clark poderá causar a sua própria morte também. Ele arranca Clark da Fortaleza e o deixa em um navio da Marinha. Quando Clark retorna para Metropolis, ele acompanha a equipe do Planeta Diário para cobrir uma reunião que está ocorrendo na sede da ONU convocada por Superman. Ele entra no local sendo ovacionado e aplaudido pelos líderes, mas pede pra eles cessarem os aplausos pois quer ser recompensado por tudo que fez pelo planeta, exigindo que seja eleito Rei da Terra. Os líderes protestam contra a exigência dele, mas Superman exige que ele seja eleito líder em 48 horas ou a Terra sofrerá as consequências. Após Superman deixar o local, Clark vai conversar com o embaixador dos Estados Unidos dizendo que tem informações vitais sobre como deter o Superman.
Eles vão para um cofre com feito de metal indestrutível com um arsenal capaz de destruir qualquer superser malévolo que possa aparecer, mas cuja combinação é desconhecida. Clark diz que sabe a combinação, pois Superman lhe contou e abre o cofre, revelando para um arsenal de kryptonita dourada, que tira os poderes de Superman permanentemente, e kryptonita verde, tendo quantidade suficiente para matá-lo. Um general que está ali acompanhando eles agradece Clark, mas diz que seria ilegal usar kryptonita contra Superman e que ele não cometeu nenhum crime ainda. No dia seguinte Superman retorna para a ONU para ouvir o que os líderes tem a dizer, com 50 votando a favor da nomeação de Superman e 50 votando contra, sendo assim outra votação deverá ser feita no dia seguinte. Superman diz que em duas horas demonstrará o que irá acontecer se eles não o elegerem Rei. Ele usa o seu super-sopro para causar uma tempestade de gelo em um país da África e causa um terremoto na China.
Superman retorna para a sede da ONU e Clark sugere a Lois que ela converse com Superman pois ele tem muita consideração por ela. Lois chama ele para conversar, mas Superman diz que está sem tempo, porém irá passar no apartamento dela mais tarde. No apartamento dela, Lois mostra fotos de todos os troféus que foram dados a ele e diz que aquilo é uma amostra da gratidão que o mundo tem para com ele. Ele joga as fotos no chão dizendo que não se importa mais com isso nem em colocar as necessidades dos outros acima dele. Após Superman explodir um míssil nuclear em um local isolado e sair intacto, a ONU concorda com os seus termos ele convida as pessoas para a sua coroação em um palácio que ele mesmo cria. Como primeiro ato Superman exige que as nações abandonem suas bandeiras e em seu lugar adotem uma bandeira com o S. Superman também dissolve a ONU dizendo que o mundo será um único território. Irritado com o que está acontecendo, Clark chama Lois, Jimmy e Perry para se encontrar com ele na dispensa do Planeta Diário, cobrindo o local com material de chumbo para que Superman não os veja e propõe a eles que eles iniciem uma resistência contra Superman.
Depois que Superman faz um anúncio na televisão anunciando que é inútil fazerem uma revolta, Clark e Jimmy e Lois vão para o iate de Perry para planejar a revolta contra o regime de Superman. Superman os localiza, explicando que estava procurando por possíveis traidores e se surpreendeu ao descobrir que eles estão tramando contra ele. Mesmo que Superman coloca o iate próximo a uma pequena ilha, eles conseguem retornar para Metrópolis e Clark vai para o seu apartamento e utiliza suas duplicatas robóticas, pegando o uniforme de uma delas, e os envia para enfrentar Superman. Superman destrói as duplicatas e leva o que sobrou Clark, debochando da tentativa desesperada dele. Clark diz que a história mostra que nenhum governante maligno fica acima da justiça, ao que Superman responde que eles não tinham superpoderes, e que ele continuará com o seu regime por muito tempo.
Clark então planeja usar kryptonita contra Superman e para isso vai para a casa de Kara em Midvale, pois ela estava com uma amostra de kryptonita para trabalhar em uma cura contra a radiação. Ao entrar na casa dois policiais o avistam e o obrigam a sair. Clark retira seu terno e seus óculos, ficando somente com o uniforme de Superman. Ao sair da casa um dos policiais dispara no abdômen dele, mas saem correndo, pois por pensarem que ele é o Superman ficam com medo de que ele fará algo para puni-los. Clark cambaleia pela rua e cai em um rio, acordando em um hospital em Atlantis ao lado de Lori Lemaris. Lori explica que duas sereias o encontraram e o levaram para o hospital, mas que nenhuma medicina mágica poderia salvá-lo e se eles não fizerem nada ele morrerá. Clark sugere que eles realizem o procedimento que foi realizado em John Corben e que o transformou em Metallo.
Lori autoriza o procedimento e Clark é transformado em Metallo. Ele vai para o palácio e confronta Superman expondo ele à kryptonita. Superman diz que se ele morrer Clark provavelmente morrerá junto, mas Clark que irá valer a pena se for para encerrar um regime tirânico. Superman diz que Clark fez um erro terrível e pede para ele se lembrar do que disse quando eles estavam na Fortaleza, de que a kryptonita vermelha não o afeta duas vezes da mesma forma. Ele explica que desta vez a kryptonita vermelha o fez ficar bom ao invés de transformá-lo em Superman mal como da última vez, e que no momento que eles haviam se divido ele escutou uma transmissão vinda do planeta BXPA tramando para atacar a Terra lançando um míssil invisível caso a Terra não se rendesse em três dias, e que a tempestade de gelo, o terremoto na China e a explosão do míssil foram obras dessa trama. Clark pergunta por que Superman não contou isso a ele nem aos outros e Superman explica que não queria que a população da Terra entrasse em pânico, por isso fingiu ser  um tirano. Ele também diz que secretamente se reuniu com alguns generais dos exércitos de várias nações para explicar a situação. O efeito da kryptonita vermelha passa, e Clark se desprende de seu corpo robótico e se funde com Superman. Ele voa para o espaço e impede o míssil de atingir a Terra. Em outra reunião na ONU, Superman explica a todos o que realmente houve e é perdoado.

### O Assassino de Clark Kent (1972)
Clark está indo para o seu novo local de trabalho, o prédio da WGBS Galáxia Comunicações onde está trabalhando como âncora de televisão, e indo para seu escritório pegar uns arquivos para uma matéria que pretende cobrir no programa. Ao entrar no elevador e apertar para ir até o andar de sua sala o elevador se move mais rápido do que o normal e ultrapassa o andar de Clark, chegando a ultrapassar o telhado e ir para fora do prédio. Como Superman, Clark sai do elevador e vê que há um mini foguete a jato acoplado embaixo do elevador, o que o leva a se perguntar quem estaria por trás disso.
Antes de investigar, Superman vai para o sudoeste dos Estados Unidos onde está construindo um super condomínio chamado de Liberty City, um lugar destinado para as pessoas desfavorecidas que moram na região, e no qual ele tem trabalhado todas as madrugadas nas últimas três semanas. No dia seguinte, após chegar em seu apartamento, todo a mobília de Clark vem para cima dele como se ele fosse um tipo de super-ímã. Quando ele consegue se desprender da mobília, um homem verde aparece diante dele. Clark pergunta se ele é o responsável pelo que está acontecendo e o homem, chamando-o de Superman, diz que não. O homem explica que seu nome é Shalox e que ele é da Escola Alfa Galáctica de Dedução, um instituto que orbita no sistema solar que monitora os vários seres pela galáxia a fim de procurar aqueles que necessitam dos serviços de um detetive. Shalox falhou em seus dois casos anteriores e foi designado para trabalhar no caso. Shalox analisa a mobília e vê que quem está tentando matar Clark que banhou todo a mobília com uma radição que reage com o calor do corpo de Clark. Shalox acompanha Clark quando ele vai continuar a construção de Liberty City para o caso de o assassino aparecer, dando a ele também um apito para o caso de assassino aparecer.
De manhã, Clark está indo para a WGBS com Shalox acompanhando ele, mas invisível para os outros pedestres. Um carro vem na direção de Clark e ele, vendo uma tampa de bueiro embaixo de seu pé, a quebra com um piso forte e pula para dentro do esgoto. Ele lança o super-sopro sobre o carro para impedi-lo de que atinja algum pedestre e como Superman consegue pegar o carro. Ao olhar dentro do veículo não há nenhum motorista presente e Clark deduz que o carro estava sendo controlado remotamente, mas pergunta como o carro sabia onde encontrar Clark Kent. Shalox diz que há um sistema no carro para detectar ondas cerebrais, então provavelmente estava próximo quando detectou a frequência de ondas cerebrais de Clark.
Mais tarde, Shalox alerta Clark de que algo está acontecendo no prédio do WGBS e a base está começando a desmoronar. Clark muda para Superman e impede a base do prédio de ceder, e diz a Shalox que talvez deva considerar abrir mão de sua identidade secreta até pegar o assassino. À noite Clark está andando na rua e é pego pelo assassino que o ataca brutalmente. No entanto Clark muda para Shalox e o assassino retira a máscara, revelando ser Superman, e se culpa por ter cometido um assassinato. Shalox diz que está bem e diz a Clark que ele era o assassino o tempo inteiro. Clark, vendo que está usando a roupa do assassino por cima de seu uniforme de Superman, pergunta como isso pode ter acontecido. Shalox explica que Clark, por ter estado há muito tempo sem dormir, inconscientemente criou a identidade do assassino por ter inveja da identidade de Clark Kent, pois lá no fundo queria ser um ser humano comum para poder ter um pouco de paz. Sendo assim a identidade do assassino tinha o objetivo de matar a identidade de Clark Kent. Clark agradece pela ajuda de Shalox e diz que irá compensar as horas de sono.

### O Milagroso Retorno de Jonathan Kent (1980)
Clark e Lana, que tem trabalhado há algum tempo ao lado dele como âncora do jornal da WGBS, estão comentando no jornal um salvamento que Superman realizou mais cedo. Acabando o horário da apresentação do jornal, Clark se dirige para fora do prédio da WGBS para fazer uma patrulha extra pela cidade devido ao aumento na onda de crimes em Metropolis, mas Lana o chama, dizendo que espera que ele não tenha marcado nada para fazer agora pois ela quer levá-lo para jantar no Restaurante Marcel e reservou uma mesa para três. Clark pergunta quem é o terceiro convidado e Lana responde dizendo que é um convidado misterioso que não vê Clark há muito tempo. Após chegarem lá de táxi, Lana pergunta se Clark não irá tentar adivinhar quem é o convidado misterioso e ele diz que não, pois não quer estragar a surpresa.
Quando vão até a mesa, Clark alguém familiar até que percebe que o convidado sentado na mesa reservada para eles é de alguma forma Jonathan Kent. Clark diz a Lana que nem Steve Lombardi poderia vir com uma piada tão doentia, pensando que o Jonathan diante deles é um farsante, e Jonathan responde que não é piada, que a ideia de eles se reunirem ali foi ideia dele e que ele ligou para Lana assim que chegou de trem em Metropolis. Durante a conversa, Jonathan demonstra saber de fatos do passado. Clark usa sua visão microscópica para ver a digitais de Jonathan na taça e vê que são as digitais do verdadeiro Jonathan. Uma comoção está ocorrendo do lado de fora e Clark vê com sua visão de raio-X que é um roubo no banco. Quando ele está prestes a se levantar, Jonathan finge estar com úlcera e pede a Clark para que pegue o frasco do remédio e vá a farmácia para obter mais pílulas para úlcera. Enquanto anda para fora do restaurante, Clark vê o frasco cuja indicação foi há mais de 20 anos, e se lembra de que mesmo quando a úlcera em Jonathan havia sido curada, ele andava com o frasco vazio do remédio para usar como desculpa caso Clark precisasse realizar alguma atividade como Superboy.
Como Superman, Clark vai até o local do roubo e captura o ladrão, que se intitula Starshine. Starshine manda Superman soltá-lo e ir pegar um barco na China e Superman se sente obrigado a fazê-lo, soltando o ladrão e indo para um barco na China. Superman retorna para o banco onde os policiais explicam que simplesmente o dinheiro roubado voltou para os caixas e que o ladrão disse alguma que os deixou sem se lembrar de muita coisa. Superman depois passa voando próximo ao restaurante Marcel's e com sua visão de raio-X vê que Jonathan não está mais lá. Ele mais tarde vai para o cemitério em Smallville para confirmar que o Jonathan que estava com ele e Lana na noite passada era uma fraude, mas ao chegar onde as lápide de Jonathan e Martha estão, somente a lápide de Martha está ali. Clakr então vai para a casa que era de seus pais, que está agora sob os cuidados do Chefe Parker, e olha as correspondências vendo uma carta destinada para Jonathan de há dez anos com a letra de mão de Clark informando a Jonathan que não conseguiu visitá-lo devido a uma missão com a Liga da Justiça.
De volta a Metropolis, Clark impede Jonathan de ser assaltado e o leva para seu apartamento, permitindo que ele more com ele pois agora está convencido de que alguma forma seu pai adotivo está vivo. No dia seguinte, Clark e Jonathan vão para o cemitério visitar a lápide de Martha. Jonathan diz que toda semana ele visita o túmulo dela. Os dois retornam para o apartamento de Clark e Jonathan pergunta se ele não se solitário morando em um apartamento sozinho. Clark pergunta o por que da pergunta e Jonathan responde que ele imaginava que Clark e Lana estivessem casados por serem basicamente inseparáveis quando estavam em Smallville. Clark diz que ele é alguém diferente agora do rapaz que ele era em Smallville, e Lana também, e que os dois agora são apenas amigos. Duas vizinhas de Clark, as gêmeas May e April Marigold entram lá falam sobre algo que está ocorrendo na cidade. Elas ligam a televisão e há uma reportagem de Lana informando que por alguma razão todos os cidadãos acima de 30 anos de idade estão indo embora da cidade por sentir como se algo estivesse mandando eles irem embora.
Como Superman, Clark sobrevoa a cidade e vê que de fato todos os cidadãos acima de 30 anos, exceto os que estão internados em hospitais, estão indo embora de Metropolis. Ele encontra Perry, Steve e Morgan Edge e pede para eles dizerem o que houve. Eles contam que eles estavam seguindo com suas rotinas até que de alguma forma sentiram uma urgência em sair de Metropolis e agora não conseguem voltar. Superman diz que deve ser algum tipo de campo de força, mas uma voz diz que não. De repente Superman se vê no esgoto e vai para cima, se encontrando com Starshine. Ele exige saber se Starshine é o responsável por isso e ele manda Superman largá-lo e se ajoelhar perante ele. Starshine explica que desde sempre os mais velhos sempre o trataram com grosseria, por isso fez com que eles saíssem de Metropolis. Starshine então manda Superman se socar até ter vários hematomas. Depois de se machucar, ele basicamente vai arrastando até o apartamento de Lois. Depois de ela lhe limpar os ferimentos, Jonathan chega ao apartamento. Superman explica que os poderes de Starshine devem ser de alguma forma mágicos. Jonathan, chamando Clark de filho, diz que tudo ficará bem pois ele irá se recuperar em minutos. Clark então pergunta o que ele está no fazendo no apartamento de Lois e diz que ele não arriscaria revelar a identidade secreta dele a não ser que Lois não estivesse lá. Jonathan diz que Lois está bem do lado dele. Lois nota que Jonathan chamou Superman de filho duas vezes e diz que isso só pode significar que Clark é o Superman.
Clark pergunta por que Jonathan revelou a identidade dele e Jonathan diz que não espera que agora ele entenda, mas que vê que Lois é moça extraordinário e que viu a forma como ela correu para socorrê-lo e que vê que há uma faísca entre eles. Clark explica que não é que ele não confia nela, mas pretendia contar mais tarde sobre isso. Ela diz que entende e que também foi pega de surpresa pela revelação. Clark diz que irá deter Satarshine, mas que depois eles irão conversar a respeito. Lois diz para Clark tomar cuidado e Jonathan deseja boa sorte para ele. Clark se encontra com Starshine e diz que tem um presente para ele como oferta de paz. Starshine abre o presente e uma máscara controlada remotamente por Superman se prende na boca dele. Clark super-hipnotiza Starshine e manda ele trazer de volta os cidadãos de Metropolis.
À noite, Clark vai para a WGBS para apresentar o jornal. Lana conversa com Clark sobre Superman ter conseguido deter Starshine, e ela também dá a ele um bilhete de Jonathan e que ele pediu para ela dizer a ele que ele pediu desculpas por não poder entregar pessoalmente. No bilhete Jonathan diz a Clark que espera que ele não esteja irritado com o fato de ele ter revelado a identidade secreta dele para Lois, pois logo não importará tanto quanto ele pensa. Ele também diz que estará de volta a Smallville e pede para Clark dar uma passada por lá quando acabar o expediente. O jornal começa e Lana dá boa noite aos expectadores e informa a data, o que deixa Clark confuso por ela ter citado a data de dois dias antes. Ela também comenta sobre a notícia que será dada e é também uma notícia de há dois dias. Clark olha para o bilhete de Jonathan em cima de sua mesa e ele começa a desaparecer. Após acabar o expediente Lana chama Clark para o Restaurante do Marcel, dizendo que irá com Lois, mas que pode tornar a reserva em uma mesa para três. Clark pede desculpas e diz que não poderá ir por ter outro compromisso. Ele vai para Smallville e visita as lápides de Jonathan e Martha.

### Final (1986)
Superman retorna de uma missão no espaço e vê a área do Planeta Diário em completo caos. Ele vê Lois e Jimmy por perto e pergunta o que causou isso e eles respondem que foi Bizarro. Lois explica que ele estava socando tudo e todos que via pela frente. Superman entra no Planeta Diário e confronta Bizarro, perguntando o que houve. Bizarro explica que percebeu que não é duplicata imperfeita "perfeita", citando como exemplo o fato de Krypton ter explodido e Superman ter chegado à Terra como um bebê. Para corrigir isso ele explodiu o Mundo Bizarro e veio para a Terra como um adulto, e então ao invés de salvar pessoas matou pessoas. Mas para ser a duplicata imperfeita "perfeita", ele decide se matar. Carregando kryptonita azul, Bizarro morre nos braços de Superman.

Dias depois, Clark está com Lana nos estúdios da WGBS e recebe uma encomenda para ele. Ao ver o pacote ele vê ali dentro vários bonecos do Superman e esses bonecos começam a atacar o local com visão laser. Um deles ataca Clark, queimando suas roupas. Como ele estava com o uniforme de Superman por debaixo de seu terno todos ali descobrem o segredo dele. Duas vozes saem dos bonecos e Clark as reconhece como sendo de Toyman e do Galhofeiro. Ele pergunta como eles sabiam que ele é Clark Kent e eles dizem para ele abrir a caixa maior. Clark pede para eles ficarem longe para ele abrir a caixa, e ao abrir ele encontra o corpo de Pete Ross. Irritado, Clark pergunta a eles se eles sabem como ondas de rádio se parecem. Eles respondem que não e ele aparece no esconderijo deles e os captura.

Superman chora ao saber que irá morrer.

Os dois são levados presos e o segredo de Clark é exposto para todo o mundo. No funeral de Pete Clark comenta com Lois e com Perry que não faz sentido que Bizarro, Toyman e Galhofeiro tenham se tornado assassinos e que ele tem medo de que outros inimigos também estejam mais perigosos do que antes. Dias depois, Roger Corben, o irmão de John Corben, ataca o Planeta Diário. Após o ataque Clark decide levar seus amigos mais próximos para a Fortaleza da Solidão e leva Lois, Lana, Jimmy, Perry e a esposa de Perry, Alice. Enquanto ele os acomoda na Fortaleza, Clark anda pela Fortaleza junto com Krypto e recebe a visita da Legião dos Super-Heróis, que estão acompanhados de uma versão jovem de Kara. Após conversar com Kara ele conversa com Braniac 5 no canto da sala e, irritado, pergunta se Brainiac enlouqueceu, pois no período do tempo em que eles estão Kara está morta. Ele se desculpa dizendo que ela insistiu em ir com eles visitá-lo e que percebe que isso tudo deve ser bem estressante. Clark diz que duvida e pergunta como Braniaic pode falar tão calmo com eles sabendo das datas em que eles morrerão. Brainiac diz que Clark está sendo injusto, pois no período em que ele trabalhou com a Legião quando era o Superboy ele chegou a ver o futuro deles e que ele também não ia querer contar eles se algo de ruim fosse acontecer. Clark pede desculpas, dizendo que está sob muita pressão no momento. Brainaic diz que imagina que ele deva estar mesmo e o presenteia com uma estátua em miniatura de Superman para ele. Clark agradece, mas pergunta por que ele quis dar justo neste período do tempo. Brainiac tenta explicar que é porque essa data é considerada uma das mais importantes na vida dele e que eles só queriam se encontrar com ele. Clark pergunta se isso é uma forma de dar um adeus. Eles vão embora e dizem para Clark que sempre sentirão a falta dele. Após eles irem embora Clark vai para um outro canto da fortaleza e chora por saber que irá morrer.
No dia seguinte, outros inimigos de Clark começam a atacar e criam um campo de força ao redor da Fortaleza. A Liga da Justiça tenta quebrar o campo, mas não conseguem. Clark e Krypto tentam um ataque frontal, mas o Homem Kryptonita consegue afastá-los. Dentro da Fortaleza Clark conversa com Perry, que acabou de brigar com a esposa. Perry explica que eles já estão se desentendendo a um tempo, mas estar com a morte tão próxima deles o está fazendo ver as coisas de uma perspectiva diferente. Clark diz que também está passando por isso, pois pensa que irá morrer e teve coisas em sua vida que não conseguiu ajeitar, como a relação dele com Lois e com Lana. Ele diz que bagunçou a vida delas, que elas perderam o amor delas nele e ele não se permitiu amá-las da forma como elas mereciam. Ele diz que quando era Superboy ele amava Lana e ela representa a conexão que ele tem com Smallville, mas quando se tornou um homem a mulher que ele ama é Lois. Ele a ama tanto, mas não pode dizer isso sem magoar Lana, e ele não quer fazer isso e por isso diz a Perry que irá levar esse segredo para o túmulo.
Mais tarde Clark e Lois atravessam a Fortaleza que está aos pedaços. Lois pergunta onde Jimmy e Lana estão e ele diz que não sabe, mas que Perry e Alice estão protegidos. A Legião dos Super-Vilões aparece e diz que Jimmy e Lana estão mortos e um deles diz que irá fritar Lois da mesma forma que fritou Lana. Clark os confronta com raiva e eles fogem, pegando uma bolha temporal e retornando para o século XXX. Eles encontram Lex, que está morto mas com uma parte de Braniac fixa em sua cabeça. O corpo de Lex cai e Braniac se desprende, mas acaba morrendo também. Clark diz a Lois que há algo estranho, pois o ataque aconteceu não faz sentido. Após pensar um pouco ele nota que um de seus inimigos não está presente e que esse inimigo que faltou é o responsável pelo que está acontecendo: Mxyzptlk. Clark chama por ele, exigindo que ele apareça. Mxyzptlk aparece e parabeniza Clark por ter descoberto. Clark pergunta por que ele fez isso e Mxyzptlk explica que ele é imortal como todos os seres da 5ª dimensão, e que viver tanto faz com que uma hora tudo se torne tedioso. Ele então decidiu matar Clark e fazer outros atos maléficos para preencher seu tempo e pergunta a Clark e Lois se eles querem ver a verdadeira forma. Mxyzptlk assume uma forma demoníaca e Clark leva Lois para dentro. Ele pega o projetor da Zona Fantasma e o aciona. Mxyzptlk diz seu nome ao contrário para retornar à quinta dimensão, mas no momento que o raio do projetor o atinge, o raio o corta ao meio mandando metade de seu corpo para a Zona Fantasma.
Clark diz a Lois que não podia arriscar deixar algo tão poderoso e maléfico à solta e agora quebrou o juramento dele. Lois diz que era necessário, mas Clark diz que ninguém tem o direito de matar, nem mesmo o Superman. Ele abre a porta de uma câmara contendo kryptonita dourada e antes de entrar ele olha para Lois e sorri para ela, até que finalmente entra. O mundo passa a acreditar que depois do ocorrido Superman morreu devido ao frio intenso. Mas o que aconteceu é Clark, agora sem poderes, decidiu viver com Lois e assumir uma nova identidade, a de Jordan Elliott. Eles se casam e tem um filho chamado Jonathan.

### Convergência (2015)
Superman e Supergirl (de antes dos eventos da Crise) estiveram presos em uma doma em Gotham City durante um ano e sem seus poderes. Na Waynetech, Lucius Fox constrói para eles um equipamento que permitirá a eles atravessarem a Zona Fantasma na esperança de conseguirem sair de Gotham City e buscar ajuda. Ao chegarem lá seus poderes retornam e eles voam por lá em busca de uma fenda que poderá levá-los para fora. A paisagem da Zona começa a mudar, deixando Kara preocupada. Clark a acalma e ela diz que ele sempre consegue fazer as coisas ficarem tranquilas, ao que ele responde que está sempre com medo, mas que tem mais anos de experiência em saber como lidar com isso. Ele diz que admira Kara, pois ao contrário dele que espera a situação acontecer para ele agir, ela já o faz antes de algo acontecer.
Os dois são pegos de surpresa pelos criminosos da Zona. Clark diz a Kara para continuar seguindo em frente, enquanto ele continua a enfrentá-los. Clark é subjugado, mas logo é salvo por Kara que o carrega em direção ao portal, mas os criminosos o alcançam e os impedem de atravessar o portal, que se fecha. Eles voltam a enfrentá-los, com eles ameaçando matar Kara bem rápido enquanto que irá torturar Kal antes de matá-lo. Lucius consegue se comunicar com eles e diz que consegue abrir o portal novamente, mas por pouco tempo. Os criminosos planejam usar o portal para sair da Zona e dominar a Terra, mas Kal joga Kara para fora do portal e permanece dentro da Zona para impedir os crminosos de atravessarem. Kara então usa um disparador de corda para pegar Kal e puxá-lo para fora da Zona.
Lucius mostra a eles que Gotham está sendo atacada por gorilas. Juntos, Superman e Supergirl vão até o lugar de onde eles estão vindo, que se revela como sendo uma versão distópica de Nova York, e encontram Kamandi. Eles o ajudam a enfrentar os gorilas, que explodem um prédio em Gotham para despitar Superman e Supergirl. Kamandi decide levá-los para a provável localização do líder dos gorilas. Durante o trajeto, Superman nota que Supergirl está preocupada (enquanto ela estava na Zona, ela soube que está destinada a morrer em uma crise) e pergunta sobre o que é. Ela responde que não é nada, que está apenas com medo de que ele morra na luta que está por vir. Eles chegam ao local e derrotam a guerrilha de gorilas. Superman agradece pela ajuda que Kamandi forneceu a eles e vai conversar com Kara novamente sobre o que a está preocupando. Enquanto conversam, um terremoto ocorre e desvasta parte de Nova York. Superman diz a Supergirl que está na hora de eles encontrarem quem os prendeu.

## Superman Terra Um
Em 2010, a DC lançou o selo Terra Um, que é uma linha de romances gráficos situados em uma nova Terra 1 com versões modernas dos super-heróis da editora e com eles ainda em início de suas carreiras. O primeiro romance gráfico lançado do selo foi Superman: Terra Um, que atualmente possui três volumes.

Superman de Superman: Terra Um.

### Volume 1 (2010)
Clark Kent tem 21 anos, acabou de se forma na Faculdade de Smallville e acabou de sair da pequena cidade para ir para Metrópolis. Ao chegar em um hotel de baixo custo, a dona do estabelecimento pergunta se Clark ficará durante um mês ali e Clark responde que ainda não sabe. A dona estabelecimento diz a Clark que ele tem que decidir o que ele quer fazer de sua vida, pois os outros não podem, e diz a ele para tomar cuidado, pois esta parte da cidade à noite não é um lugar seguro. Clark decide andar pelo bairro do mesmo jeito, e é abordado por um assaltante armado que exige que Clark dê a carteira e o celular. Clark olha o ladrão, com o seus olhos ficando vermelhos e pede para o ladrão ir embora. O ladrão persiste em tentar assaltá-lo e Clark o ataca com sua visão de calor, apenas queimando levemente as mãos dele.
No dia seguinte, Clark passa por uma série de entrevistas de emprego, primeiro fazendo um teste para integrar um time de futebol americano. Clark é inicialmente subestimado pelo treinador por ser o mais baixo dos jogadores, mas o seu desempenho impressiona a todos. Após o teste ele realiza uma entrevista nas Indústrias Neodyne para a vaga de Pesquisa e Desenvolvimento, também inicialmente sendo subestimado pelo dono da Neodyne por não ter doutorado, no entanto Clark consegue resolver uma equação para a criação de uma fórmula que irá ajudar a extrair eletricidade do sal da água. À noite, Clark conversa com sua mãe, Martha, que pergunta como foram as entrevistas e ele responde que recebeu ótimas ofertas e o que ele puder conseguir será o suficiente para dar a ela uma vida boa. Ela diz estar agradecida por Clark pensar nela, mas que ele tem que escolher o que ele quer para o futuro dele.
No dia seguinte Clark faz outra série de entrevistas de emprego, até que decide ir para o Planeta Diário, um jornal às portas da falência, e tem uma entrevista de emprego com o editor Perry White. Perry considera o currículo de Clark bom e os artigos escritos por ele também bons, mas explica a ele que um bom escritor escreve com sua alma, e diz a Clark que quando escreve ele o faz como se quisesse segurar algo. Perry se despede e Clark sai do Planeta, voando pelo planeta em seguida enquanto se lembra de um momento em sua infância quando conversou com os seus pais sobre de onde ele veio. Eles explicaram a ele que enquanto caminhavam pela floresta uma nave caiu e eles o encontraram dentro da nave, e que a única coisa que encontraram antes de fugirem com ele foi um pedaço de metal. Jontathan disse que ele pediu para um amigo do Exército analisar o metal e descobriu que não há nada parecido na Terra, o que é uma forma de dizer que Clark não é da Terra. De volta ao presente, Clark visita o túmulo de seu pai no cemitério, em Smallville, falando que sente a falta dele e que não sabe o que vai fazer, pois por um lado ele quer honrar o que eles lhe ensinaram, ele quer ajudar as pessoas, mas se ele se revelar ao mundo, nunca poderá ter uma vida normal, nunca poderá se misturar e estará sempre sozinho.
No dia seguinte, Clark está voltando das compras e descobre que o apartamento em que está hospedado está pegando fogo. Ele entre lá e consegue salvar o uniforme que sua mãe fez para ele e o fragmento da nave que o trouxe para a Terra. O fragmento emite uma energia e Clark usa sua visão microscópica e vê sinais em kryptoniano nos átomos do fragmento. A energia emite um raio que atinge a cabeça de Clark fazendo-o desmaiar. Ao acordar, Clark se lembra de quando seus pais biológicos, Jor-El e Lara, o colocaram na nave em direção à Terra enquanto eles morrem com o planeta natal dele. Atordoado com a memória, Clark se recompõe ao ver que a cidade de Metropolis está sendo invadida por um exército alienígena. O autor da invasão envia uma mensagem para todo o planeta Terra, revelando ser Tyrell, que está em busca de um foragido que se encontra aqui na Terra, e que o alvo deverá se revelar e se render, ou caso contrário todo o planeta será destruído.
Clark observa o exército de robôs de Tyrell avançando nas ruas de Metrópolis e os destrói usando sua super força e super velocidade. Ele vai para a Neodyne falar com o dono para que ele analise um fragmento de um dos robôs, mas o dono o ignora. Enquanto observa o dono da Neodyne deixar o prédio, Clark se lembra de um momento quando era adolescente e Jonathan explica a ele que o que ele pode fazer é algo que irá significar a diferença entre vida e morte para muitas pessoas, e que mesmo que ele não queira essa responsabilidade, às vezes as pessoas tem que servir a uma responsabilidade maior que elas próprias. Martha vem em seguida e mostra para Clark o uniforme que ela fez com os tecidos que estavam na nave. Clark pergunta se não seria melhor usar uma máscara e Martha explica que não, pois quando ele fosse se revelar ao mundo as pessoas irão precisar confiar nele, e para isso terão que confiá-lo vendo os olhos dele. Ele nota o "S" e pergunta o por que dele. Martha explica que pensou nele, por Clark ser tanto filho deles quanto filhos de alguém, enquanto Jonathan diz que Clark é o homem mais forte na história, único, um Super-Homem.
De volta para o presente, Clark salva Jimmy Olsen de ser morto por um dos robôs de Tyrell e retorna para o telhado onde deixou o uniforme. Ele o veste e enfrenta o exército de robôs, enfrentando Tyrell logo em seguida que chega para confrontá-lo. Enquanto lutam, Tyrell conta a Clark que Krypton e o planeta dele tinham disputa quanto à viagens interestelares, e a raça de Tyrell atacou Krypton para que eles não tivessem êxito em seu avançao tecnológico, ao que mais tarde Krypton retaliou. Certo dia, alguém veio a eles e lher forneceram a tecnologia para destruir Krypton, que era uma série de máquinas terraformadoras. Tyrell e seu exército a usaram em Krypton causando sua destruição, mas souberam que havia um sobrevivente, sendo neste caso Clark, e que assim que ele e a Terra estiverem mortos, o trabalho dele estará acabado.
Clark caçoa de Tyrell dizendo que quando lia histórias de aventuras sempre achou ridículo quando os vilões paravam o que estavam fazendo para contar ao herói o plano deles. Tyrell responde que ele é o herói e Clark o vilão, e que ele esteve distraindo Clark apenas. Clark então descobre que Tyrell liberou as máquinas por todo o planeta e exige que Tyrell as desligue, mas Clark é atingido por um raio gravitacional da máquina terraformada que está em cima de Metropolis, não conseguindo se mexer. Jimmy tenta ajudá-lo, mas o impacto do raio é forte demais para ele. Lois Lane, que está acompanhando Jimmy, dirige um caminhão e atravessa a área atingida pelo raio. Clark pega a corrente presa ao caminhão e é puxado para fora de lá, se recuperando e partindo para o contra ataque contra Tyrell. A nave que trouxe Clark à Terra se comunica com ele e atinge Tyrell. Clark entra na nave e a pilota, usando-a para penetrar a nave de Tyrell. Assim que entra ali, ele começa a destruir a nave. Tyrell tenta impedi-lo, mas a nave emite uma luz vermelha que anula os poderes dele, e ele alerta Clark que sem os seus poderes, quando a nave explodir eles irão morrer, ao que Clark responde que então eles ficarão ali dentro. Clark surra Tyrell, que é ferido mortalmente pelos destroços da nave que caem em cima dele. Clark o deixa para morrer e salta da nave, que explode logo em seguida.
Caminhando com as suas vestes civis, Clark caminha pelas ruas de Metropolis e encontra o dono da Neodyne, que quer fazer um contrato com ele, prometendo que depois do que acoonteceu os dois irão faturar muito. Clark pergunta a ele como ele pode pensar em dinheiro depois de tudo o que aconteceu e recusa a oferta. Voltando para casa, Clark se lembra do que sua mãe lhe disse quando ele perguntou se ele não deveria usar máscara, e ela disse além de que ele não deveria usar máscara, que a máscara que ele usaria seria a que ele usasse durante o restante do tempo. Clark então compra roupas novas e um par de óculos, indo para o Planeta Diário e entregando para Perry um artigo contendo a história do Superman, alegando que foi ele quem o entrevistou. Isso garante a Clark o emprego no Planeta Diário, mas faz Lois e Jimmy questionarem o por que dele ter escolhido. Clark responde que enquanto os outros não moveram um dedo para ajudar Superman, eles arriscaram suas vidas e isso o impressionou, porém faz com que Lois fique desconfiada em relação a ele, pois não lembra de tê-lo visto perto deles.
Mais tarde, Clark leva sua nave para o Pólo Norte e a esconde lá. Ele toca o painel e pede que a nave o ensine e lhe diga de onde ele veio. A nave responde que a missão dele é sobreviver, usar os poderes dele sabiamente e vingar a morte de Krypton.

### Volume 2 (2012)
Clark olha o mural do Planeta Diário com as princiapais manchetes e olha para o artigo que ele escreveu sobre o Superman. Perry vem e diz a ele que o mais difícil não é se tornar um repórter, mas permanecer um. Ele então explica que esse mural não é somente para destacar as grande matérias do Planeta Diário, mas para mostrar que elas são notícias ultrapassadas, congeladas no tempo, e que Clark tem que continuar seguindo em frente, contando histórias sobre coisas que ninguém sabe, pois caso contrário acabará como as matérias no mural: atrás de um vidro congelado no tempo. Clark se muda para um apartamento simples. Ao voltar para o apartamento depois de fazer compras ele conhece um rapaz chamado Eddie Monroe, que permanece sentado na escada cantando músicas do Bob Dylan. Enquanto guarda as compras, ele deixa a porta aberta e alguém bate. Uma bela jovem chamada Lisa Lasalle se apresenta para Clark, dizendo que Abraham, o síndico do prédio disse que Clark é um escritor. Clark confirma isso e ela diz a ele que acha escritores sexy por tocar as pessoas com o que você escreve. Ela o convida para assistir o filme Rocky Horror Picture Show e Clark aceita o convite sem saber do que se trata o filme.
Enquanto aguardam na fila para assistirem o filme, Clark diz que alguns amigos tinham o DVD, mas que ele nunca assistiu. Lisa então pergunta de onde Clark é e ele responde que é de Smallville. Enquanto conversam, Clark recebe um tweet em seu celular de um comunicado de que a Ilha de Borada está sendo atingida por um tsunami. Lisa diz que não namora caras qur twittam e Clark pergunta se isso é mesmo um encontro. Ela ri e diz que ele pode ir e fazer o que ele tem que fazer, pois eles podem assistir o filme na próxima semana. Eles se despedem e Clark sai voando, retornando para o seu apartamento, vestindo o uniforme e então seguindo para Borada. Enquanto salva algumas pessoas, o governante de Borada, General Samsa, se apresenta a ele e diz que ele deve deixar imediamente. Superman diz que ainda não terminou e que ele não deve deixar que pessoas morram. Samsa diz a ele que muitos naquela área estão aliados aos rebeldes que querem retirá-lo do governo, e ele então joga o braço de um civil, dizendo que a cada minuto que ele permanecer ali, civis irão perder os braços. Sem alternativa, Superman deixa o local.
De volta a Metropolis, Superman relembra o que aconteceu em Borada, mas se imaginando assassinando Samsa e seu exército. No dia seguinte, no Planeta Diário, ao se sentar em sua mesa para trabalhar, Clark ouve pelo rádio a notícia de a situação em Borada está piorando, pois os líderes se negaram a receber a ajuda médica para a nação. Ao voltar para casa, Clark se encontra com Eddie, que está sentado na escada novamente. Ele pergunta a Clark se ele não pode escrever uma história sobre ele. Clark diz que conversará com ele depois sobre isso, enquanto usa sua visão de raio-X e descobre que Eddie está com uma seringa para drogas no bolso. Ao entrar em seu apartamento, Lisa o chama para ir ao apartamento dela para eles jantarem juntos. Ela diz para Clark aguardar, pois ela irá vestir algo mais confortável. Enquanto a espera, Clark se lembra de uma conversa que teve com seu pai sobre relação sexual, na qual Jonathan disse para Clark lembrar que ele é um homem de aço, e a garota com quem ele for se relacionar é praticamente de papel comparada com ele. Clark, constrangido com a conversa, pergunta se ele nunca poderá ter uma relação sexual, e Jonathan responde que ele deverá ter cuidado, pois poderá acabar machucando por acidente a garota. De volta ao presente, Lisa retorna, usanda uma lingerie rosa e uma camisola transparente.
Eles se sentam para jantar e ela se aproxima dele, dizendo que os olhos dele ficam bonitos e profundos quando ele está nervoso. Clark diz que não está nervoso, e Lisa o chama de mentiroso, beijando-o em seguida. Enquanto continuam comendo, Clark, sem saber o que falar, pergunta se ela tem algum animal de estimação. Lisa responde que não, pois nunca foi responsável o bastante para ter um. Clark diz que teve uma gata, mas não acha que seria interessante contar a história. Lisa diz que acharia sim e pede a Clark que conte. Clark então conta que a gata se chamava Bola de Pelo e que ele a encontrou quando ela tinha seis semanas de vida, tendo salvado-a de coiotes depois que eles mataram a mãe e os irmãos dela. Eles se afeiçoaram e ela dormia sempre onde ela pudesse vê-lo e onde ele pudesse vê-la. Anos mais tarde ela morreu, deitada em sua cama olhando para ele, sendo o primeiro ser vivo com o qual ele se importava que morreu. Lisa se emociona com a história e a energia no prédio cai. Clark verifica e vê que toda a área está sem energia, além de ouvir sirenes. Ele pede para Lisa ficar ali enquanto ele vai ver o que está acontecendo.
Como Superman, ele vai até uma usina de energia e encontra um funcionário caído. O funcionário diz que está bem, mas que um colega ficou preso. Superman vai ajudá-lo e encontra o homem morto, mas vê um homem de pele roxa e protuberâncias amarelas, dizendo que quer energia. Superman o enfrenta e o homem consegue sugar quase toda sua energia, deixando-o quase sem poder nenhum. Superman tenta contra atacar, mas está fraco demais e acaba fugindo. Indo para o local em que deixou sua nave, ele pergunta se a nave pode construir uma espécie de escudo para que ele enfrente a criatura. A nave diz que pode fabricar algo, mas que irá levar tempo.
Pouco depois, Superman sente seus poderes retornando e diz que deve voltar, mas a nave diz que ele não deve, pois já que os seus poderes vêm da absorção de radiação solar pelas suas células, se caso ele enfrentar a criatura sem uma proteção, 80% de suas células serão danificadas o que poderá resultar em ele não conseguir absorver mais radiação solar. Há um painel ao lado da nave mostrando uma transmissão jornalística da criatura atacando o Planeta Diário para atrair o Superman, e informando que ele irá matar todos se Superman não aparecer. Superman decide ir atrás dele, mas novamente é subjugado e tem toda a sua energia sugada pela criatura, ficando sem poder. Ele joga fora o uniforme e veste umas roupas que encontrou na lixeira. Debaixo da chuva, ele caminha tonto e sangrando até o apartamento de Lisa. Assustada, ela diz que irá chamar uma ambulância, mas Clark diz que não quer ambulânica e acaba desmaiando na cama dela.
Após acordar, Lisa revela que ele ficou desacordado por duas e horas e quarenta e sete minutos e que estava a ponto de ligar para o 911, mas que o lado bom era que Clark já estava se recuperando de seus ferimentos. Clark agradece e diz que deve ir, porém Lisa o convence a não ir embora e o beija. Nesse momento sua visão de raio-X acaba ressurgindo, fazendo com que Clark caia da cama de susto. Ele pede desculpas a Lisa pelo que houve e sai correndo, enquanto pragueja por ter perdido a chance de ter tido relações sexuais com ela. Ele retorna para a nave que informa que a proteção está pronta, porém não há certeza de que irá funcionar, pois enquanto impede que a criatura sugue sua energia, também irá impedir que Clark absorva a radiação solar. Sendo assim, se a criatura consegui sugar a energia dele novamente ele irá morrer. Clark então entra na câmara onde a nave o reveste com uma armadura protetora.
Ele retorna para Metropolis e enfrenta a criatura novamente, mas a roupa protetora começa a se romper aos poucos. Superman é subjugado, mas antes que a criatura contiue a luta, a irmã da criatura, Theresa, que o chama de Raymond, se aproxima dele. Raymond diz que ainda é ele e que ele sempre cuidára dela. Ele a abraça, porém acaba sugando a energia vital dela, matando-a. Ele olha para Superman e diz que ele é o culpado, que ele a fez matá-la. Superman se levanta, dizendo que não haverá mais mortes e soca Raymond com toda a sua força, fazendo a proteção se romper, porém fazendo também com que todo o seu poder volte enquanto Raymond perde a energia toda a energia que absorveu.
Mais tarde, Clark conversa com sua mãe, comentando sobre depois de ver Raymond matar a irmã dele relembrar o medo que tinha de acabar machucando alguém e dizendo que depois de ter ficado sem poderes, ter uma admiração maior pelos humanos por serem mais corajosos do que parecem. Ele escuta Lisa sendo agredida por um cliente e, com sua super velocidade, arranca o homem de lá e o joga na neve. O homem pergunta onde eles estão e Superman responde que talvez seja o Alasca ou a Sibéria, mas que de qualquer forma se ele andar chegará a uma vila próxima dali. O homem então pergunta como ele irá voltar para casa e Superman responde que isso não é problema dele, mas que se ele procurar Lisa de novo, falar com ela ou simplesmente pensar nela quando estiver dormindo, ele virá atrás dele. De volta ao seu apartamento, Clark se encontra com Lisa, que pede desculpas por não ter contado sobre ser prostituta e que a razão de não ter contado foi por se sentir segura perto dele e que não queria que ele a visse de forma negativa. Clark conversa com ela, dizendo que está tudo bem e eles permanecem como amigos.
Mais tarde, em Borada, Superman acorda Samsa, revelando que ajudou a população a invadir o seu castelo. Ele sai de lá enquanto a população o captura. Ao retornar para o seu prédio, Clark descobre que Eddie morreu de overdose. Ele entra no apartamento dele junto com Lisa e vê vários pinturas com o S de Superman pelo prédio. Sentindo-se culpado por não ter dado a devida atenção a Eddie, Clark pergunta se alguém sabe de parentes dele, ou de qualquer coisa sobre ele. No dia seguinte, ele entrega para Perry um aritgo comentando sobre a morte de Eddie, e embora Perry o elogie por ter escrito um artigo com paixão, ele não o publica, dizendo que pessoas morrem todos os dias. Clark, decepcionado se senta à sua mesa e recebe a ligação de Jo Ann Messie, sua professora na escola, que lhe informa que Lois há alguns dias ligou para ela fazendo perguntas sobre ele. Clark agradece pela ligação e com sua visão de raio-X descobre que Lois tem uma pasta com tudo o que ela obteve sobre ele.

### Volume 3 (2015)
Clark tem um sonho sobre o dia em que seus pais colocaram na nave para salvá-lo da destruição de Krypton. O sonho o faz acordar abruptamente e acidentalmente quebrar a parede, o que irrita o síndico do prédio, Sr. Abraham. Mais tarde ele e Lisa conversam sobre a entrevista dela pra conseguir um emprego como modelo, e ela elogia Clark por ser alguém com um bom coração e alguém a quem ela pode se abrir, mas diz que ele nunca se abre com ela. No Planeta Diário, Clark conversa com Jimmy sobre estar se adaptando em morar em Metropolis. Jimmy abre uma gaveta de arquivos e Clark vê uma pasta com o nome dele. Ele pergunta o que é a pasta e Jimmy, constrangido, responde que Lois fez uma investigação sobre ele, pois duvidou que Clark realmente tivesse entrevistado o Superman, mas que agora ela desistiu da ideia.
Do lado de fora, Clark vê um sinal formando o símbolo do Superman no céu. Como Superman ele procura a fonte do sinal e encontra o prédio onde o sinal está e descobre que foi Lois quem ligou o sinal. Ela diz para ele que uma fonte interna dela nas Nações Unidas revelou que os governantes estão preocupados com o que Superman pode fazer, principalmente depois do que ocorreu em Borada. Superman diz que não com o que se preocupar e que o que ele fez foi certo, mas Lois responde que só porque ele pode fazer tudo não significa que ele deveria fazer tudo. De volta ao Planeta Diário, Clark confronta Lois sobre a investigação que ela fez a respeito dele, e ela justifica o ato por ter temido que Clark tivesse forjado a entrevista com o Superman, e que se a matéria fosse falsa, a reputação do Planeta Diário estaria perdida.
No dia seguinte, em seu apartamento, Lisa conversa com Clark sobre segredos, e ele pensa se tratar do fato de ela esconder que é uma acompanhante. Clark deixa o apartamento ao ouvir um chamado de socorro da ponte que está desabando. Ele não consegue pegar todos os veículos que estão caindo, até que uma figura misteriosa o ajuda a salvar as pessoas na ponte. A figura se apresenta como Zod-El, tio de Kal, que sobreviveu a destruição de Krypton e esteve procurando por Kal estes anos todos. Ele revela que a Casa de El governava Krypton e que Jor-El transformou o planeta, melhorando a vida de todos os habitantes e que ele também construiu o Conselho de Ciência de Krypton. À noite Clark conversa com sua mãe a respeito de Zod, dizendo que não sabe se pode confiar nele, mas que seria bom ter alguém como ele por perto. Martha então pergunta sobre Lisa, e diz para Clark que ele deveria deixá-la se aproximar dele, algo que Clark está receoso de fazer por temer que ela não suportaria saber a verdade sobre ele. Mas após a ligação, Clark decide fazer isso e vai até o apartamento dela. Ele bate na porta e Sr. Abraham vem falar com ele, dizendo que ela achou o brinco que estava no apartamento dele. Clark pede para Abraham explicar melhor e ele diz que Lisa havia perdido o brinco da sorte dela no apartamento de Clark e ele a havia deixado entrar para recuperar o brinco dela. Clark então percebe que a conversa sobre segredos foi sobre ela ter descoberto que ele é o Superman.
Na manhã seguinte, Clark se encontra com Zod, que promete lhe contar mais detalhes sobre Krypton, mas Zod leva Clark para uma armadilha, expondo ele à kryptonita. Zod revela que seu traje o protege da exposição à kryptonita e Clark tenta fugir, mas Zod o impede e os dois se enfrentam. Clark consegue arrebentar a proteção de Zod e aproveita o enfraquecimento dele para fugir, caindo em uma base militar. Ele pede ajuda aos soldados, e um deles diz que há uma hora foi decidido pelos governantes que ninguém deverá ajudar o Superman, que ele está agora por conta própria. Clark voa para o Pólo Norte e fala com sua nave, pedindo que lhe forneça os arquivos referentes à Zod. Os arquivos mostram que Zod iniciou uma guerra civil em Krypton e que, após ter perdido, se aliou à raça de Tyrell, fornecendo a eles a tecnologia necessária para destruir Krypton.
A nave revela que Zod está indo para o apartamento de Clark, e ele alcança Zod antes de ele chegar ao local, iniciando uma luta feroz contra ele. Ele consegue derrotá-lo e vê o sinal no céu de novo, pensando ser Lois. Ao chegar no local do sinal ele vê Lex Luthor e sua esposa Alexandra. Lex dispara um raio de sol vermelho, enfraquecendo o Superman e fazendo-o cair, mas antes que possa morrer com a queda, Zod o salva dizendo que a morte dele não deverá ser tão simples. Ele então começa a surrar violentamente Superman. Lisa atropela Zod com um caminhão, dando tempo para Clark fugir. Zod o encontra e continua a luta. Lex chega e atira o raio de sol vermelho em Zod, enfraquecendo-o e fazendo Superman ter vantagem na luta. Lex tenta atira novamente e Zod o mata. Zod então é morto por Alexandra, que culpa Superman pelo que aconteceu.
No dia seguinte, Clark visita Lisa no hospital, onde ela revela que o ama. De lá ele vai para o prédio das Nações Unidas declarar que não é o inimigo, desculpando-se por ter feito o que fez em Borada e pedindo a eles para que não se aliem a alguém como Zod novamente só para matá-lo. Do lado de fora do prédio, Superman conversa com Lois, pedindo para que ela seja sua conselheira. Após isso, Clark e Lisa iniciam um relacionamento amoroso e ele a leva para Smallville, para ela conhecer sua mãe.

## Aparência e personalidade
O Clark Kent da Era de prata é um homem branco de cabelos negros e olhos azuis. Sua altura e peso são respectivamente 1,89 cm e 98 kg. Nas histórias em que é o Superboy Clark costumeiramente usa uma camisa branca com uma blusa vermelha por cima, calça de cor azul claro, sapatos escuros e óculos de lentes arredondadas, e nas histórias em que é um adulto ele costumeiramente usa um terno azul escuro, camisa branca, gravata vermelha com listras pretas e sapatos pretos. Quando está em sua identidade de disfarce, Clark penteia o cabelo para trás, mas quando está como Superman ele deixa uma pequena franja ondulada no meio da testa. Suas vestes de Clark Kent costumam ser um terno azul escuro, camisa branca, gravata vermelha com listras pretas e sapatos pretos.
Desde que iniciou sua carreira super-heroica, quando está disfarçado Clark finge ser alguém tímido e frágil, como forma de fazer com que as pessoas pensem que Clark Kent e Superman são indivíduos diferentes. Tanto como Clark ou como Superman, ele procurar ser uma pessoa regrada e ajudar sempre que puder, vendo como obrigação ajudar as pessoas devido aos poderes que ele têm. Além de ser fortemente contra matar os seus oponentes, ele também é carismático e amigável, conseguindo fazer amizade facilmente e é considerado um modelo para a comunidade super-heroica.
Na versão de Terra Um, é um jovem que passou quase toda a sua vida isolado dos outros por conta de seus poderes e por ter medo de machucar os outros. Ele também inicialmente não estava querendo usar seus poderes para ajudar as pessoas por achar que isso o impediria de ter uma vida normal, e estava mais preocupado em conseguir um emprego que pudesse dar a mãe dele uma boa vida. Depois que se torna Superman, Clark começa a interagir mais com as pessoas, conseguindo engatar um relacionamento amoroso com sua vizinha Lisa. Como Superman, Clark não se importa em usar violência bruta contra seus oponentes nem em deixá-los morrer, como quando aconteceu quando enfrentou Tyrell.

## Em outras mídias

### Animações
- Superboy é o protagonista de As Aventuras do Superboy[21] (1966).
- Superman é o protagonista de As Novas Aventuras do Super-Homem[22] (1966).
- Superman é um dos protagonistas de Superamigos (1973).
- Em Batman: Os Bravos e os Destemidos (2008), é somente na 3ª temporada que o Homem de Aço fez sua tão aguardada participação no episódio Batalha dos Super-Heróis,[23] onde Lex Luthor infecta Superman com kryptonita vermelha, fazendo com que o herói queira se tornar o Rei de Metrópolis, o que o leva a um confronto com o Batman (alusão à clássica luta entre os dois personagens no Cavaleiro das Trevas de Frank Miller).

### Séries de TV
- De 1988 a 1989, John Haymes Newton interpretou Clark Kent durante a primeira temporada da série Superboy, enquanto que Gerard Christopher interpretou o personagem de 1989 a 1992, nas três temporadas restantes da série.[24] Na série, Clark é um estudante universitário de 18 anos e decide usar os seus poderes para ajudar os outros como Superboy. Ele cursa jornalismo na Universidade Shuster, na Flórida, com sua melhor amiga Lana Lang (Stacy Haiduk), por quem Clark é apaixonado enquanto que ela é apaixonada pelo Superboy. Durante a primeira temporada Clark enfrenta apenas inimigos comuns ou robôs, além de ser mostrado o desenvolvimento de sua inimizade com Lex Luthor (Scott James Wells) que é solidificada no episódio final da temporada quando Lex fica calvo após Superboy salvá-lo de um incêndio em seu laboratório. Na segunda temporada, Clark passa a enfrentar inimigos dos quadrinhos como o Bizarro e Metallo, além de voltar a enfrentar Lex (Sherman Howard), que fez uma cirurgia plástica para mudar sua aparência. Nesta temporada, Clark descobre que é de Krypton e conhece seus pais Jor-El (George Lazenby) e Lara (Britt Ekland), mas eles acabam sendo revelados como alienígenas que assumiram as aparências de seus pais para enganar Superboy. Na terceira temporada, Clark e Lana passam a estagiar no Departamente de Assuntos Extra Normais. Nessa temporada, Clark conhece terras alternativas, indo parar em quatro delas. A primeira terra é uma terra em que Superboy (que neste universo tem um visual semelhante ao visual clássico de Conner Kent) matou Lex Luthor, a segunda é uma terra na qual existe um Superboy Soviético, a terceira um Superman envelhecido (Ron Ely) cuja nave caiu na Terra em 1938 e a quarta uma terra em que nave de Superboy acabou de cair e Lex é quem o encontra. No final da quarta temporada, Clark é obrigado a passar por um ritual de passagem kryptoniano a fim de poder manter seus poderes. A série termina com ele conseguindo passar pelo ritual e com Lana descobrindo que ele é o Superboy.

Tom Welling como Clark Kent/Herói Misterioso na temporada final de Smallville.

- Tom Welling como Clark Kent/Herói Misterioso na temporada final de Smallville.De 2001 a 2011, Tom Welling interpretou Clark na série Smallville, que conta a juventude de Clark Kent antes de ele se tornar o Superman e reutiliza alguns elementos da Era de Prata, mas em versões modernizadas. Welling chegou a ser convidado a interpretar o papel novamente em Supergirl, mas recusou o convite.[25] Na série, o pequeno Kal-El chega à Terra em outubro de 1989, na cidade de Smallville, trazendo consigo uma chuva de meteoros, que nada mais eram que os resquícios de Krypton. Ao cair na em um milharal e após a chuva quase devastar a cidade, Clark é encontrado pelo casal de fazendeiros Jonathan e Martha Kent. Durante as quatro primeiras temporadas da série, Clark é um inseguro estudante do ensino médio que em diversos episódios enfrenta pessoas que foram afetadas pela chuva de meteoros, tem de lidar com o fardo de esconder seu segredo de pessoas próximas a ele, o que afeta profundamente sua relação com Lana Lang, sua paixão de infância, e Lex Luthor, o qual vê Clark como um irmão caçula, mas cuja relação também começa a se deteriorar. Nesse período da série, Clark também começa a descobir sobre suas origens kryptonianas e frequentemente entra em conflito com Jor-El, que quer obrigar Clark a se tornar uma espécie de guerreiro kryptoniano. Da quinta à sétima temporada, Clark se torna um jovem mais seguro e jovens heróis do Universo DC, como o Arqueiro Verde, além de enfrentar inimigos dos quadrinhos, como Zod, Brainiac e Bizarro. Mas o mais marcante dessa fase é a drástica mudança na relação de Clark e Lex, que outrora grandes amigos se tornaram agora grandes rivais. Nas três últimas temporadas, Clark começa a trabalhar no Planeta Diário, começa a desenvolver uma relação aprofundada com Lois Lane e inicia sua carreira como super-herói, sendo conhecido pelo público como o Herói Misterioso (Red Blue Blur e Blur no idioma original), sendo apenas visto como um mero borrão, além de ser visto nas sombras e à distância. Somente no episódio final é que Clark completa sua transformação em Superman, recebendo de Jonathan e Jor-El o uniforme, como um prêmio pelo seu teste final, que foi derrotar Darkseid. Contudo em nenhum momento é mostrado Clark trajando o uniforme completo, somente close-ups do rosto de Welling com um capa digital ao fundo e um boneco digital do Superman voando, pois Tom Welling não queria usar o uniforme do Superman.[26]

#### Universo Televisivo da DC

Tyler Hoechlin é o Superman do Arrowverse.

No Universo Televisivo da DC (ou Arrowverse), Clark é um personagem recorrente na série Supergirl, e foi interpretado por dois atores. Primeiro ele foi interpretado Kevin Caliber no episódio piloto da série, que só mostrou o personagem de costas, mas nunca o seu rosto. O restante das aparições do personagem na temporada se deram ou por bonecos de computação gráfica mostrados de longe ou por mensagens de texto entre ele e Kara. A partir da 2ª temporada, ele passa a ser interpretado por Tyler Hoechlin. Muitos dos elementos utilizados nesta adaptação do personagem são da Era de Prata.
- Em Supergirl (2015), quando Kal-El foi enviado para a Terra pelos seus pais, Kara foi enviada junto com ele para garantir a proteção dele. No entanto, ela não chegou à Terra junto com ele, pois sua nave ficou presa na Zona Fantasma, mas de alguma forma a nave dela foi redirecionada para a Terra, e quando Kara finalmente chegou lá encontrou seu primo já adulto e tendo se tornado o Superman, que a deixa com o casal de cientistas Jeremiah e Elisa Danvers (Dean Cain e Helen Slater). Quando ela atinge a idade adulta e começa a trabalhar na Catco, empresa de Cat Grant, Superman pede a Jimmy Olsen que vá para lá para poder ficar de olho nela. No episódio de estreia da segunda temporada, Clark ajuda Kara a investigar uma tentativa de assassinato contra Lena Luthor, irmã de Lex. Durante o episódio é revelado que ele e J'onn já se conhecem, mas perderam a amizade por Clark ter discordado com a decisão de J'onn em guardar amostras de kryptonita já que ele temia que alguém dentro do DEO pudesse usá-las para tentar matar ele ou Kara. No segundo episódio, Clark propõe a Kara que ela venha morar com ele e Lois em Metropolis. Enquanto isso, o Cadmus, uma organização que odeia alienígenas e quer exterminá-los, coloca John Corben, agora transformado em Metallo, para tentar matar Superman e Supergirl. O Cadmus mais tarde coloca outro Metallo para atacar Metropolis. Superman o enfrenta com a ajuda de J'onn e o derrota. No final, Clark se despede de Kara, que preferiu continuar morando em National City, e retorna para Metropolis. Clark retorna no final da segunda temporada, primeiramente indo enfrentar Rhea (Teri Hatcher), rainha de Daxam, porém ela o ataca usando a kryptonita prata e o faz alucinar que está enfrentando o General Zod, quando na verdade está enfrentando sua prima Kara. Após Kara derrotá-lo, assim livrando-o dos efeitos da kryptonita prata, ele se junta a ela e ao DEO na batalha contra as forças de Rhea.
- Em DC's Legends of Tomorrow (2016), há uma referência a Superman quando Rip Hunter diz que viu "Homens de Aço morrerem e Cavaleiros das Trevas caírem".[29]

### Cinema

#### Quadrilogia estrelada por Christopher Reeve (1978-1987)
- Em Superman: O Filme (1978), o pequeno Kal-El chega à Terra através de uma espaçonave criada por seu pai, Jor-El (Marlon Brando), pousando na cidade de Smallville, onde é adotado por Jonathan e Martha Kent. Já adolescente, o agora chamado Clark Kent desfruta de alguns poderes que possui, mas é obrigado a assistir incapaz de fazer algo seu pai adotivo morrer. Ao completar 18 anos, o cristal que estava dentro da nave que o trouxe à Terra o chama e o guia até o Pólo Norte. Ao chegar lá, Clark arremessa o cristal na água, que se transforma na Fortaleza da Solidão. Entrando na Fortaleza, Clark interaje com um holograma com a consciência de Jor-El, que lhe revela sua origem e seu objetivo. Após passar 12 anos dentro da Fortaleza, Clark (Christopher Reeve[30]), usando óculos e se fazendo de desajeitdado, arranja um emprego no Planeta Diário onde conhece Lois Lane (Margot Kidder). Quando Lois está prestes a cair de um helicóptero, Clark se revela ao mundo usando um uniforme e salvando-a. Após realizar vários feitos heroicos, Clark, usando o seu uniforme, vai até a cobertura onde Lois mora e lhe concede uma entrevista, revelando de onde ele veio e o seu objetivo. Depois de demonstrar seu pode de voo por voar com ela por toda a cidade, os dois acabam se apaixonando. Mais tarde, Superman recebe um chamado de Lex Luthor (Gene Hackman), que havia dito que havia plantado bombas ao redor do cidade. Porém, ao chegar no esconderijo de Lex, Superman descobre que o vilão estava mentindo e ele descobre o plano de Lex de usar os mísseis do exército para destruir a Califórnia e Nova Jersey. Antes que possa fazer algo, Superman é subjugado por Lex que descobre a fraqueza do herói: a kryptonita. Após ser socorrido pela assistente de Lex, Eve Teschmacer (Valerie Perrine), Superman consegue deter um dos mísseis, mas o outro atinge a fenda de San Andreas, causando uma série de terremotos. Superman consegue salvar todos, exceto Lois, que estava perto dali cobrindo uma reportagem e acaba morrendo soterrada. Abalado pela morte dela, Superman decide ignorar a regra de Jor-El de não interferir na história humana, e voa no sentido anti-horário da Terra, fazedo o tempo regredir e assim impedindo a queda dos mísseis e a morte de Lois. Após isso, Superman entrega Lex para as autoridades.

- Em Superman II (1980), após deter uma bomba nuclear em Paris, jogando-a no espaço, Superman acaba acidentalmente libertando o General Zod (Terrence Stamp) e seus asseclas. Enquanto Zod chega à Terra e explora suas nova habilidades, Clark e Lois são enviados para as CatarataspaorNiágara cobarir uma matéria sobre um hotel que está extorquindo dinheiro dos clientes que vem passar a lua-de-mel no local. Durante a estadia deles lá, Lois acaba descobrindo que Clark é o Superman, e sem outra alternativa, ele decide revelar tudo a ela. Ele a leva para a Fortaleza, onde os dois tem um jantar agradável, e então Superman pede a sua mãe, Lara (Susannah York), o que fazer já que ele encontrou sua alma gêmea. Lara lhe diz que sendo que ele decidiu ficar com uma humana, ele deverá se tornar um humano. Uma câmara se ergue de onde serão emitidos raios vermelhos do Sol de Krypton que acabarão de vez com os poderes do Superman. Lara pede que ele reconsidere, mas ele decide ir em frente para ficar com Lois e entra na câmara, tornando-se humano. Após passarem a noite lá, Clark e Lois vão até uma lanchonete, onde Lois é assediada por um caminhoneiro, que espanca Clark quando ele intervém. Enquanto Lois limpa os ferimentos, os dois assistem pela televisão um pronunciamento do Presidente dos Estados Unidos de que ele está passando todo o poder da Terra para Zod. Clark decide voltar para a Fortaleza a fim de encontrar uma forma de recuperar os seus poderes. Chegando lá, a Fortaleza está escura e ele clama por Jor-El, mas nada ocorre, até que o cristal, o mesmo que levou à construção da Fortaleza, se reativa. Clark consegue recuperar seus poderes e se torna Superman novamente, voando para Metrópolis e enfrentando Zod e seus asseclas nas ruas da cidade. Após ver o dano que a luta estava causando, Superman escapa. Mais tarde Lex, leva Zod e seus asseclas, que estavam levando Lois como refém para a Fortaleza, onde uma nova batalha se inicia, porém a batalha se encerra quando Lois está para ser morta por Ursa e Non, os asseclas de Zod. Superman tenta unir forças com Lex para tentar convencer Zod e seus asseclas a entrarem dentro da câmara e assim poder retirar os seus poderes, porém Lex revela o plano e Zod obriga Superman a entrar na câmara. Ao entrar, novamente os raios são emitidos, mas dessa vez fora da câmara. Superman caminha enfraquecido até Zod, que o obriga a se ajoelhar e prometer lealdade eterna, mas ao pegar na mão de Zod, Superman a quebra e arremessa Zod para fora da Fortaleza, revelando que os raios afetaram Zod e seus asseclas, que também caem ao tentarem voar. Superman leva Lois de volta a Metrópolis, e no dia seguinte, no Planeta Diário, os dois conversam sobre o seu relacionamento e Clark a beija, mas eliminando as lembranças do que ocorreu. Superman voa para Washington prometendo ao Presidente que nunca mais estará longe.

- Em Superman III (1983), Clark decide tirar umas férias em Smallville, já que foi convidade para o baile de reencontro dos formandos do colégio. Ele viaja para lá junto com Jimmy Olsen (Marc McClure). No caminho, os dois presenciam um incêndio em uma fábrica. Enquanto Superman salva a todos e impede que os produtos químicos no local sejam explodidos, Jimmy acaba quebrando a perna durante o ocorrido. No baile de reencontro, Clark reencontra Lana Lang (Annette O'Toole) que está divorciada e tem um filho. Após passarem um tempo juntos, Clark retorna a Metropolis, mas recebe uma ligação de Lana, que pede a ele para que peça a Superman para aparecer na festa de aniversário do filho dela. Clark aceita o pedido e aparece como Superman na festa, sendo recepcionado também pela população e também recebendo a chava da cidade. Durante a celebração, Gus Gorman (Richard Pryor), disfarçado de general, entrega uma kryptonita a Superman, esperando que ela o enfraqueça, mas nada ocorre. Contudo, a pedra começa a fazer efeito mais tarde, com Superman se tornando alguém egoísta e desleixado, tendo baba por fazer e seu uniforme ficando escuro. Após se embebedar em um bar, Superman se encontra com Lois e seu filho, que diz que acredita que ele pode melhorar. Ele sai de lá voando, e com as palavras do garotinho ecoando em sua mente, ele pousa em um ferro velho onde ele se divide em dois: ele mesmo e Clark Kent. Os dois começam a se enfrentar, com a batalha terminando com Clark matando o Superman, e assim fazendo o verdadeiro Superman voltar. Superman encontra o esconderijo do chefe de Gus, Ross Webster (Robert Vaughn) que construiu um computador inteligente e que passa a ter vontade própria. Antes que o computador possa causar um dano maior, Superman voa de volta para a fábrica que estava em chamas e pega um dos produtos químicos ali, voando de volta para o esconderijo e arremesando contra o computador, que acaba explodindo. Superman deixa Ross para ser preso, mas poupa Gus. De volta a Metropolis, Clark dá a Lana um anel de diamente e consegue arranjar para ela um emprego no Planeta Diário.

- Em Superman IV: Em Busca da Paz (1987), Clark está tentando vender a fazenda, enquanto que o Planeta Diário é comprado por David Warfield (Sam Wanamaker), que torna sua filha, Lacy (Mariel Hemingway), a nova editora do estabelecimento, e que acaba se apaixonando por Clark. Enquanto os dois prosseguem trabalhando juntos, um garotinho envia uma carta para o Planeta Diário para que possa ser entregue ao Superman, onde ele pede que Superman impeça o avanço da corrida armamentista. Comovido pelo pedido do garoto, Superman vai até a reunião das Nações Unidas declarando que irá impedir o avanço corrida armamentista. Ele captura todos os mísseis e os joga no Sol. Enquanto isso, Lex, ao lado de seu sobrinho, Lenny (Jon Cryer) roubam de um museu um fio de cabelo de Superman e, após fazerem algumas modificações, eles colocam o fio dentro de um míssel que, assim que Superman o joga na lua, leva à criação do Homem Nuclear (Mark Pillow). Lex atrai Superman para o seu novo esconderijo, onde uma batalha se inicia entre o herói e o Homem Solar, porém Superman é derrotado, quando o Homem Solar arranha o pescoço dele. O arranhão faz Superman ficar fraco e doente, chegando até mesmo a envelhecer, mas ao usar o cristal da Fortaleza, ele consegue ficar saudável de novo e engata em uma nova batalha com o Homem Solar, consguindo dessa vez derrotá-lo de uma vez por todas. Ele leva Lex de volta para a cadeia e Lenny para um reformatório. Mais tarde, Superman realiza um novo discurso nas Nações Unidas, dizendo que umia espera que o mundo veja a Terra como ele a vê: um lugar de um povo só.

##### Reboot/Sequência (2006)

Antes de ser Ray Palmer/Eléktron no Universo Televisivo da DC, Brandon Routh havia interpretado o Homem de Aço em Superman: O Retorno.

- Em Superman - O Retorno (2006), filme que elimina da continuidade Superman III e Superman IV, o Superman (Brandon Routh[30]) retorna a Terra após cinco anos de ausência onde esteve procurando vestígios de Krypton. A nava cai na fazenda, onde Superman é encontrado por sua mãe adotiva, Martha (Eva Marie Saint). No dia seguinte, Clark assiste o noticiário e revela a Martha que a sua busca foi em vão, pois não havia nada de Krypton. Retornando para Metropolis e para seu emprego de jornalista no Planeta Diário, Clark se reencontra com Jimmy Olsen (Sam Huntington) que revela a ele que Lois Lane (Kate Bosworth) tem um filho e está noiva de Richard White (James Marsden), sobrinho de Perry White (Frank Langella). Os dois vão a um bar, onde, após uma queda de energia, é noticiado que o avião onde Lois está cobrindo uma matéria está em perigo. Como Superman, Clark consegue salvar o avião, pousando-o em um estádio de beisebol e mostrando ao mundo que voltou. Após voltar e realizar diversos feito heroicos, Clark fica encarregado de cobrir a matéria sobre o blecaute, enquanto que Lois fica encarregada de cobrir o retorno do Homem de Aço. No meio disso, Jimmy revela a Clark que Lex Luthor (Kevin Spacey), não foi preso devido a Superman não ter aparecido no julgamento. Mais tarde, enquanto Lois está cobertura do Planeta Diário para fumar, Superman aparece para lhe conceder uma entrevista, revelando a razão para ter desaparecido por cinco anos. Após voar com ela por Metrópolis, ele tenta beijá-la mas ela não permite. No dia seguinte, após investigar sobre o blecaute, Superman voa para a Fortaleza onde descobre que os cristais foram roubados. De volta ao Planeta Diário, Clark descobre que Lois está desaparecida e ajuda Richard a tentar achá-la. Quando Jimmy recebe um fax de Lois informando as coordenadas de onde ela está, Superman parte para o resgate, mas primeiro salva Metropolis que acaba de sofrer uma série de tremores. Ele vai para onde as coordenadas indicavam e consegue salvar Lois, Richard e Jason, e voa para a Fortaleza de Kryptonita criada por Lex, sendo brutalmente espancado pelos capangas do vilão, enquanto que Lex crava um pedaço de kryptonita no abdômen do herói e o joga de lá. Superman é salvo por Lois, que retira o pedaço de kryptonita. Superman agradece e se despede dela, voando para perto do Sol para se regenerar e depois mergulhando e levantando a Fortaleza criada por Lex. Superman consegue empurrar a Fortaleza para fora do planeta, mas o esforço foi tão grande que ele acaba por ficar em coma. No hospital, ele é visitado por Lois que sussurra algo em seu ouvido e o beija. Mais tarde Superman consegue sair do coma e entra no quarto de Jason, que está dormindo, e profere as mesmas palavras que seu pai, Jor-El (Marlon Brando, reutilizado por computação gráfica), havia dito para ele quando ele era um bebê. Superman sai do quarto sendo avistado por Lois e por Jason, prometendo a eles que sempre estará por perto.

### Jogos de Videogame
- Superman é o protagonista no jogo Superman (1979). O jogo consistia de Superman deter Lex Luthor, entrar em uma cabine telefônica para mudar para Clark Kent e retornar ao Planeta DIário no menor tempo possível.
- Superman é o protagonista no jogo Superman Returns (2006) baseado no filme. O jogo também acrescenta mudanças em relação à trama do filme, como mostrar que a razão de Superman ter demorado para retornar à Terra foi por ter sido capturado por Mongul, e enfrentar o vilão Metallo. O personagem Jason Lane, o filho de Superman e Lois, não existe na trama do jogo.